# Fiat Panda
Der Fiat Panda ist ein Kleinstwagen von Fiat, dessen erste Baureihe von Frühjahr 1980 bis Herbst 2003 über vier Millionen Mal gebaut wurde. Er zählt damit zu den erfolgreichsten Modellen der Marke.
Das von seinem Designer Giorgetto Giugiaro gestaltete und als „Haushaltsgerät auf Rädern“ charakterisierte Auto fiel durch seine kantige, glattflächige Form auf – auch die Fensterscheiben waren plan. Wegen der einfach herzustellenden Karosserie und der spartanischen Innenausstattung, zum Beispiel erinnerten die Sitze aus bespannten Stahlrohrrahmen (erste Baureihe und spätere Basismodelle) an Campingmöbel, konnte der Panda zu geringen Kosten produziert und preisgünstig angeboten werden (im Jahr 2000 in Italien für etwa 5000 Euro).
Ende 1996 nahm Fiat den Panda von den europäischen Märkten (außer in der Heimat), was auf die verschärften Abgasnormen und Sicherheitsvorschriften zurückgeführt wurde. Mit seiner minimalistischen, funktional orientierten Konzeption steht der Panda in der Tradition von Citroën 2CV und Renault 4. Wie diese war er nicht nur ein „Volkswagen“, sondern sein Besitz galt vielen, die auf Statussymbole keinen Wert legten oder sie ablehnten, als Ausdruck einer nonkonformistischen und konsumkritischen Lebenshaltung. Das betonte auch eine sehr populäre Panda-Werbekampagne in Deutschland („Fiat Panda – die tolle Kiste“, Agentur Leo Burnett), die Alltagstauglichkeit, Ökonomie und Ökologie in den Vordergrund stellte.
Im Frühjahr 2003 stellte Fiat ein neues Modell als Nuova Panda vor. Dieses Modell sollte ursprünglich als Fiat Gingo vermarktet werden. Gebaut wurde der zweite Panda bis 20. Dezember 2012 im polnischen Tychy.
Die dritte Generation des Panda wurde im Herbst 2011 vorgestellt und wird seit Frühjahr 2012 im ehemaligen Alfa-Romeo-Werk Pomigliano d’Arco (Neapel) produziert. Im Dezember 2012 bekam der Panda III 4×4 den Award „SUV of the Year“ (SUV des Jahres) vom Top Gear Magazin verliehen. Im Februar 2024 wurde angekündigt, die Baureihe nach einer Modellpflege auch als Fiat Pandina zu vermarkten. Der Fiat Grande Panda, der dem Segment der Kleinwagen zuzuordnen ist, wurde im Juni 2024 vorgestellt. Er teilt sich die Technik mit der vierten Generation des Citroën C3 und ist auch mit Elektroantrieb verfügbar.

## Panda (Typ 141, 1980–2003)

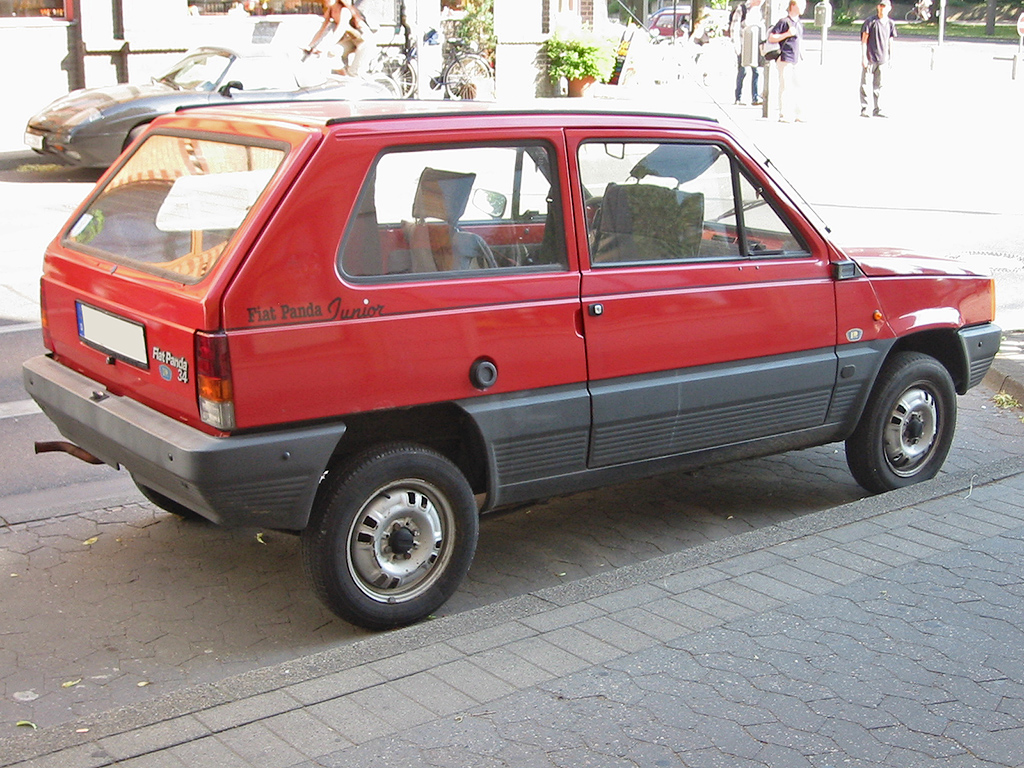
Heckansicht

1975 begann die Entwicklung des Fiat Panda unter der Projektbezeichnung Zero. Ziel war es, im Unterschied zum Fiat 126 einen vollwertigen Pkw der 0,65-l-Klasse zu schaffen, die in Italien besonders versicherungsgünstig war. Für darüber hinausgehende Ansprüche sollte das Fahrzeug auch mit einem größeren Triebwerk angeboten werden. Ab März 1980 wurde der knapp 700 kg schwere Panda (Typbezeichnung: 141) ausschließlich als Dreitürer mit großer Heckklappe produziert. Auf Wunsch war ein zweiteiliges Faltdach erhältlich. Die erste Version des Fiat Panda wurde von März 1980 bis Januar 1986 gebaut („Mk1“). Zu ihr zählen Panda 30, Panda 34, Panda 45 sowie ab 1983 die ersten Panda 4×4 mit zuschaltbarem Allradantrieb.

### Antrieb
Vorrangig für den italienischen Markt gab es für den Fiat Panda Mk1 den luftgekühlten Parallel-Twin mit 650 cm³ aus dem Vorgänger Fiat 126, der durch einen neuen Zylinderkopf und größere Verdichtung nun 30 PS (22 kW) bei 5500/min erreichte. Die Umkonstruktion zum Frontmotor zog unter anderem eine Umstellung von Radial- auf Axialgebläse mit sich. Der Motor kam ohne Zündverteiler aus, sodass je eine Zündkerze im Auslasstakt zündete, was aber keine technischen Nachteile mit sich brachte. Das Viergang-Getriebe war nun hinter dem Motor in Fahrtrichtung angeordnet und hatte weiterhin einen unsynchronisierten 1. Gang.
Alternativ gab für den Panda Mk1 es den wassergekühlten Vierzylindermotor des Fiat 127 mit 903 cm³ und 45 PS (33 kW). 1982 kam ein ähnlicher Motor mit 847 cm³ und 34 PS (25 kW) hinzu. Dieser war bereits beim Fiat 850 verwendet worden. Letztendlich gingen diese Motoren auf den Motor des 1955 eingeführten Fiat 600 zurück. Sie hatten einen Grauguss-Block und Aluminium-Zylinderkopf, drei Kurbelwellenlager, eine kettengetriebene, seitliche Nockenwelle und hängende Ventile. Der Vergaser saß direkt auf dem Zylinderkopf. Die Vierzylindermotoren hatten ein vollsynchronisiertes Getriebe mit zunächst 4 Gängen.

### Fahrwerk
Die Vorderradaufhängung bestand aus MacPherson-Federbeinen mit unteren Querlenkern und Schubstreben. Die Federbeinhalterungen waren keine Schmiedeteile, sondern bestanden aus kaltgewalztem Stahl, was Gewicht sparte. Der Lenkrollradius war leicht negativ ausgelegt. Als Hinterradaufhängung wurde im Panda Mk1 eine Starrachse mit zweilagigen Längsblattfedern eingebaut. Schräggestellte Stoßdämpfer vermieden störende Ausbuchtungen im Laderaum. Der Panda hatte sogenannte Doppelflansch-Radlager, die ebenfalls zur Einsparung von Gewicht und Herstellungsaufwand beitrugen. Sie bildeten mit der Radnabe und den Befestigungsflanschen für Rad, Bremse und Aufhängung eine Einheit. Insgesamt war das Gewicht der ungefederten Massen beim Panda gering. Nicht gespart hingegen wurde an der Bremsanlage, die vom wesentlich größeren Fiat Ritmo übernommen wurde.

### Karosserie und Ausstattung
Das herstellerseitige Entwicklungsziel einer fünfsitzigen Karosserie mit vielseitig nutzbarem Innenraum bei einer Fahrzeuglänge von nur 3380 Millimetern zu realisieren, ließ nur wenig gestalterischen Spielraum zu. Auch die Polsterung der Sitzlehnen fiel den Platzverhältnissen entsprechend dürftig aus. Immerhin waren die Sitzbezüge des Rohrgestühls leicht abnehmbar, um sie etwa zu waschen. Die Fondsitzbank war variabel und in zwei verschiedenen Varianten lieferbar. Das Kofferraumvolumen konnte von 272 Liter auf bis zu 1088 Liter erweitert werden, bei ausgebauten Fondsitzen. Der Laderaum war völlig eben. Reserverad, Werkzeug und Wagenheber fanden im Motorraum Platz. In den Proportionen gesehen war der Panda relativ hoch, beispielsweise 8,5 cm höher als der längere und breitere Fiat 127. Die voluminöse Frontschürze aus Kunststoff stellte bereits direkt den Stoßfänger selbst dar. Deren Linie setzte sich in einem damals neuartigen Flankenschutz aus aufgespritztem Polyesterlack fort. Die Ausstattung beschränkte sich auf das Nötigste. Die Innenraumverkleidung fiel knapp aus, es gab nur einen Scheibenwischerarm und der rechte Außenspiegel fehlte. Die Scheibenwaschanlage wurde mittels eines Gummiballs betätigt. Kopfstützen an den Vordersitzen und Dreipunkt-Gurte waren jedoch von Anfang an vorhanden.
Ein Kuriosum des Fiat Panda waren die oberen, außenliegenden Türscharniere. Diese Bauweise war auch damals schon im Pkw-Bau längst nicht mehr üblich. Eine Abdeckung aus Kunststoff sollte die Korrosionsgefahr in Grenzen halten. Ein weiteres Karosseriemerkmal möglichst einfacher und kostengünstiger Bauweise waren die rundum planen Fensterscheiben.

### Modellpflege
Im Januar 1986 wurde der Panda („Mk2“) umfangreich überarbeitet, was aufgrund des kaum veränderten Äußeren jedoch nur wenig auffällt. Die starre Hinterachse wurde nicht mehr durch Blattfedern, sondern mit Schraubenfedern gefedert und an Längslenkern und einem Gummilager am Achsrohr geführt. Das Rohr war dazu nach vorn gekröpft (Omega-Achse). Endschalldämpfer und Tank sitzen bei den neueren Modellen hinter statt vor der Hinterachse.
Der Blech-Kühlergrill wurde durch einen aus Kunststoff ersetzt, und das hintere Nummernschild war nun nicht mehr auf der Heckklappe angebracht, sondern an der Stoßstange. Auch der Innenraum wurde verändert, unter anderem gab es bessere Sitze.
Der Panda Mk2 wurde mit dem neuen Fire-Motor (Fully Integrated Robotized Engine) ausgestattet. Diese wurden von Robotern bearbeitet und montiert. Sie haben weniger bewegte Teile als der ältere OHV-Motor, eine zahnriemengetriebene obenliegende Nockenwelle und eine fünffach gelagerte Kurbelwelle. Alle FIRE-Motoren im Fiat Panda haben acht Ventile, 769, 999 oder 1108 cm³ Hubraum und eine Leistung von 34 bis 55 PS (25 bis 40 kW). Zur Gemischaufbereitung verwendete Fiat zuerst ausschließlich Weber-Einfachvergaser; ab Einführung des Katalysators wurden Einspritzanlagen mit einer zentralen Einspritzdüse eingebaut, ab 1987 die Bosch-Mono-Jetronic, ab 1992 eine Weber SPI (Single Point Injection) und ab 2000 eine MPI (Multi Point Injection). Zwischen 1986 und 1992 gab es den Panda als Version „D“ mit einem aus dem Fiat Uno stammenden 1301-cm³-Dieselmotor, der 37 PS (27 kW) leistete.
Wie den Uno gab es auch den Panda mit Automatik, als Panda Selecta. Anstelle des inzwischen serienmäßigen 5-Gang-Getriebes gab es ein stufenloses Getriebe (ECVT) mit Schubgliederband und Magnetpulverkupplung. Das ECVT-Getriebe war ursprünglich von DAF entwickelt worden, die 1959 die Variomatic auf den Markt gebracht hatten; es wurde in Zusammenarbeit von Fiat und Ford weiterentwickelt und bei Fuji Heavy Industries produziert.
Nun wurde auch der Panda Van angeboten, ein zweisitziger Kleinsttransporter mit Flügelhecktür und Klappen aus Kunststoff statt der hinteren Seitenfenster.
Die Varianten des Panda Mk2 wurden nicht mehr nach der Leistung in PS benannt, sondern nach dem Hubraum. Es gab die Modelle „Panda 750“ (769 cm³) und „Panda 1000“ (999 cm³), später wurden dann Motoren mit 900 cm³ (kein Fire-Motor) und 1108 cm³ Hubraum („1100“) angeboten.
Im Herbst 1991 überarbeitete Fiat den Panda noch einmal leicht innen wie außen.

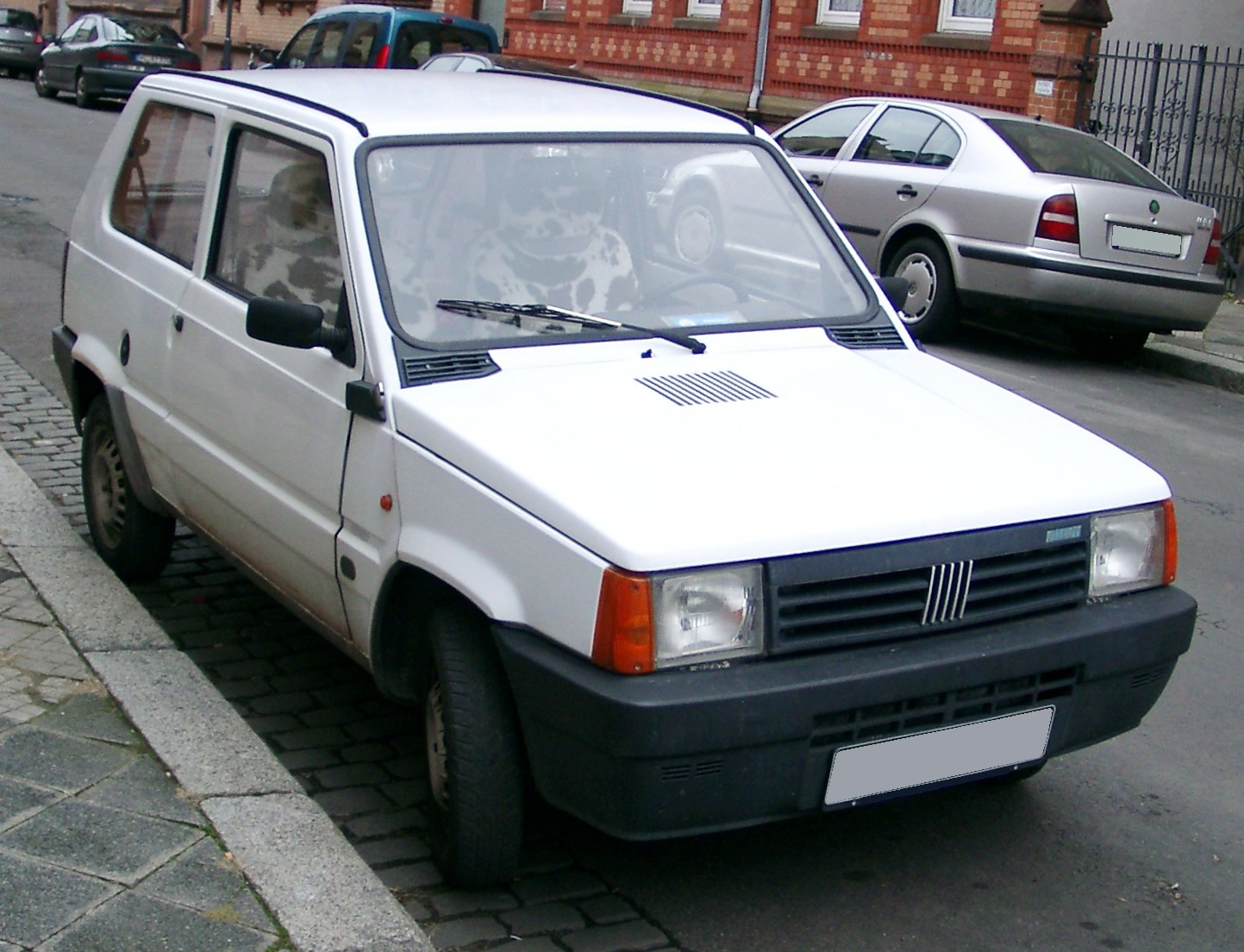
Fiat Panda (1986–1991)
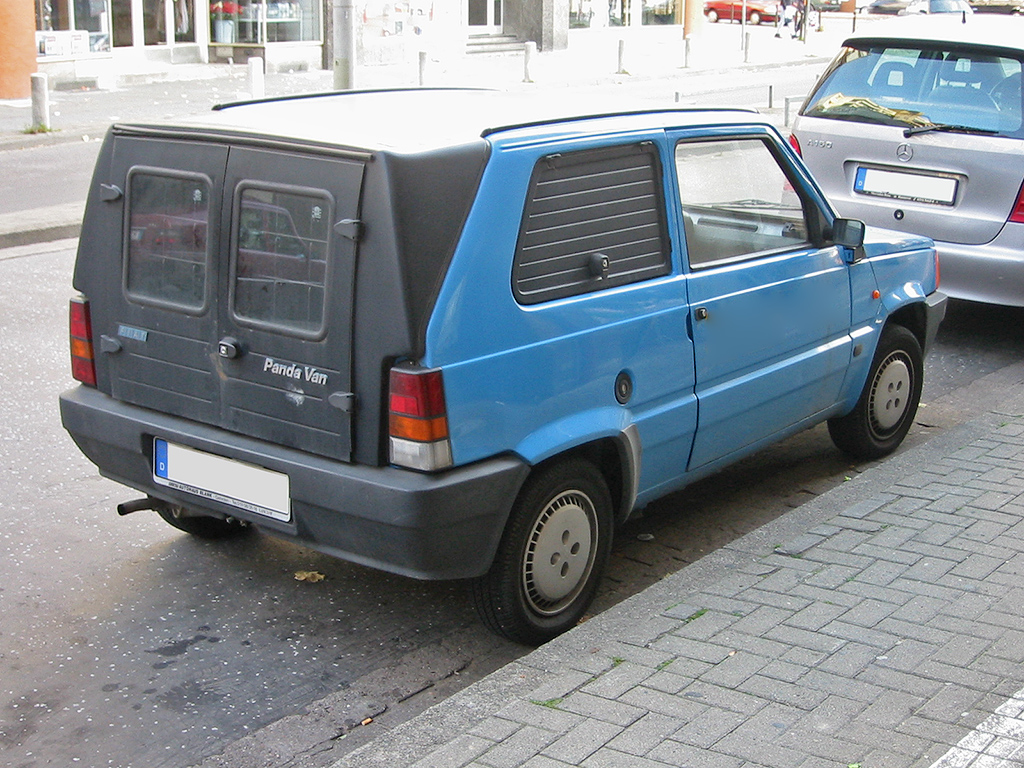
Fiat Panda Van (1986–1991)
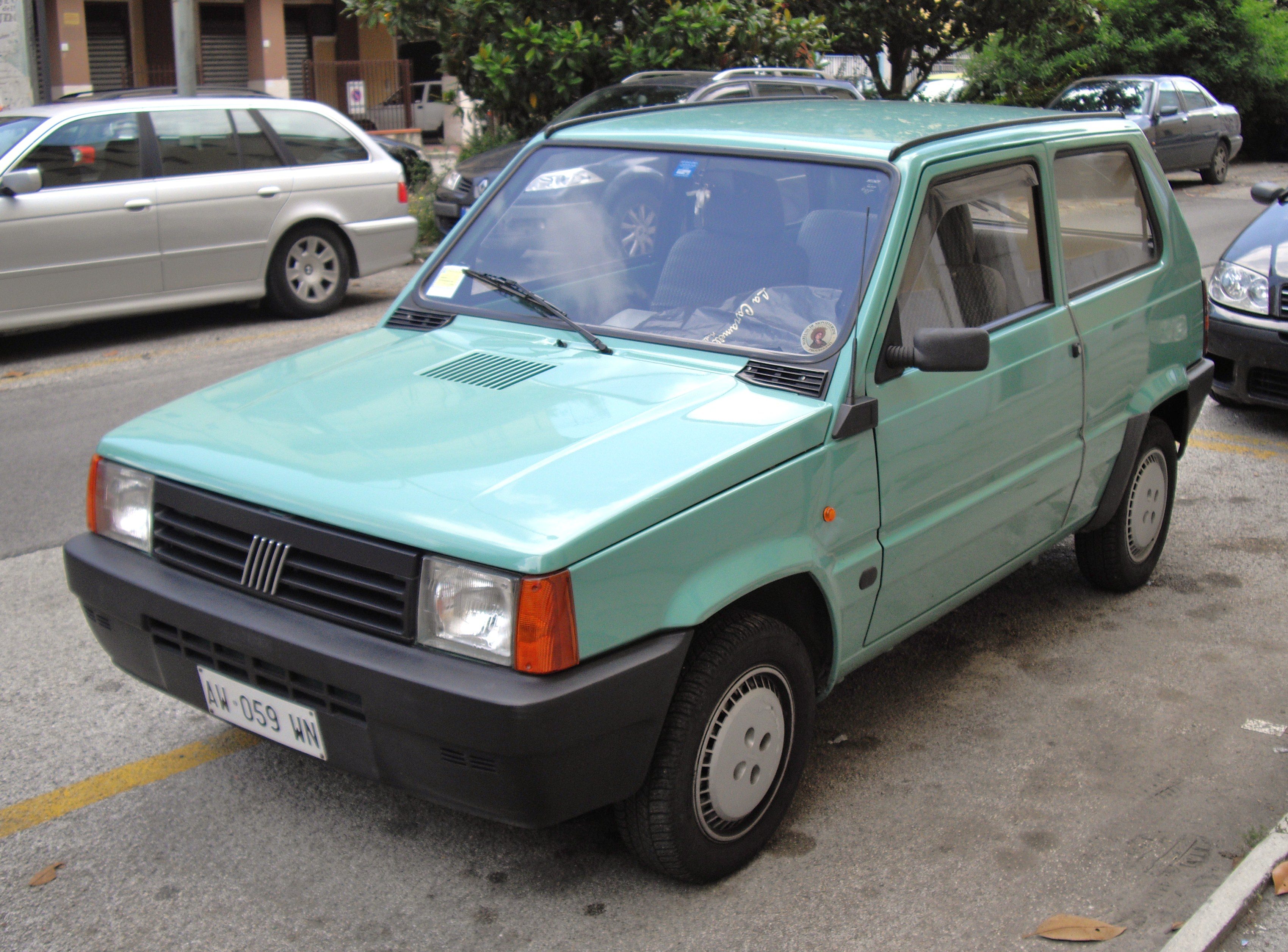
Fiat Panda (1991–2003)
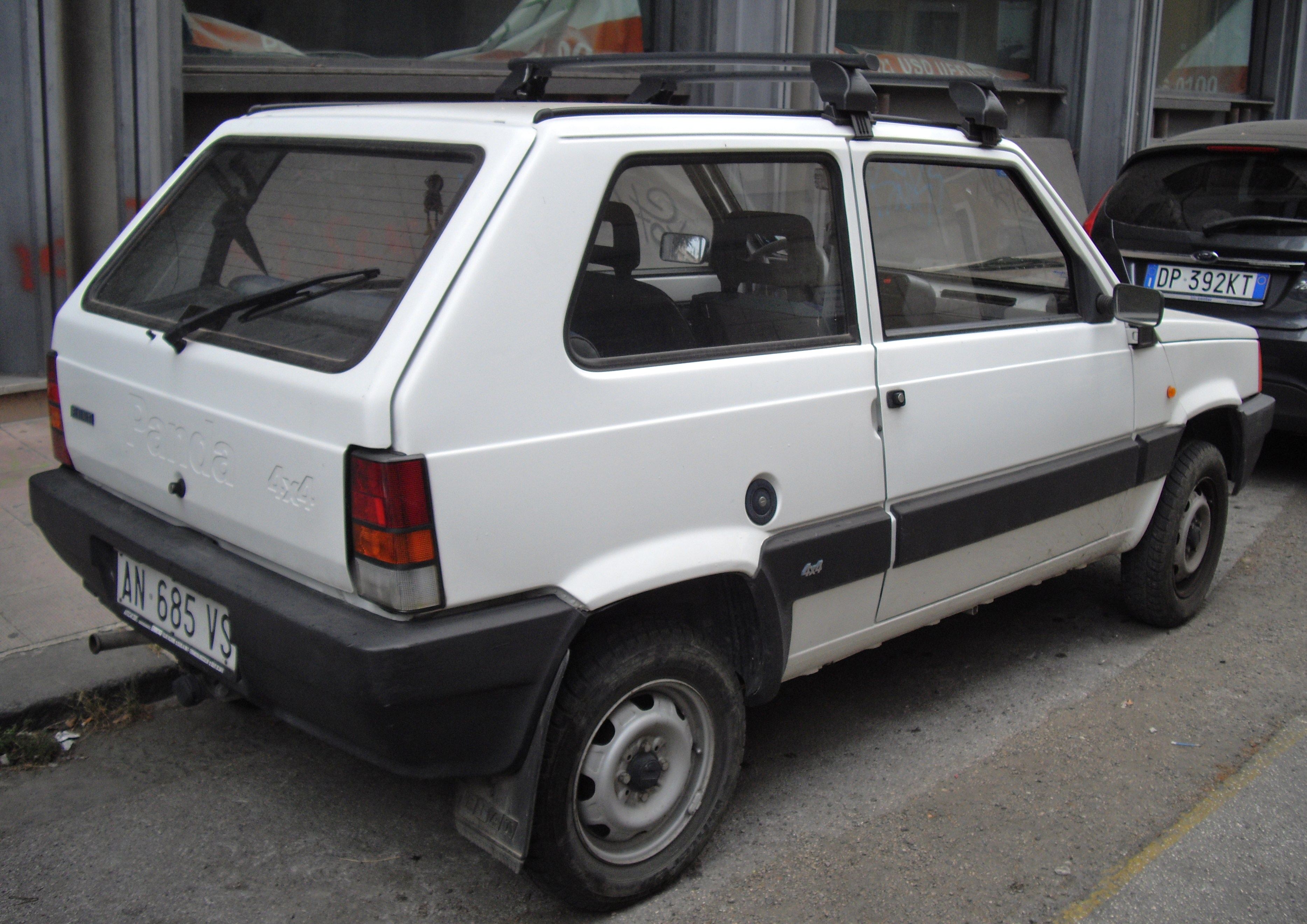
Fiat Panda 4×4 (1991–2003)

### Panda 4×4
Von Juni 1983 an wurde ein geländegängiger Panda 4×4 mit zuschaltbarem Allradantrieb angeboten, der 1984 auch an der Rallye Paris–Dakar teilnahm. Der Allradantrieb wurde von Steyr Puch in Graz entwickelt; das Auto wurde in Österreich montiert. Der Motor des rund 850 kg schweren Wagens hatte 948 cm³ und 35 kW (48 PS). Ab 1986 wurde der FIRE-Motor mit 999 cm³ und 33 kW (45 PS) oder 37 kW (50 PS), ab 1991 der 1108-cm³-Motor mit 37 kW (50 PS), ab 1995 mit 40 kW (54 PS) eingebaut.

### Panda Elettra
Im Jahr 1990 wurde der Panda Elettra mit Elektromotor vorgestellt. Sein größtes Problem waren die zwölf schweren 6-Volt-Blei-Gel-Batterien, mit denen das Fahrzeug bis zu 1240 kg wog. Von der Elettra-Serie, die in geringer Stückzahl meist von italienischen Kommunen eingesetzt wurde, gab es außer dem Panda noch den Fiat Cinquecento, Fiat Seicento und den Fiat Ducato. Nach Herstellerangaben sollte der Panda Elettra im Stadtverkehr Reichweiten von bis zu 70 km erreichen.

### Sondermodelle
- Panda Primavera (1982), Doppel-Faltdach
- Panda Bianca (1985), Lackierung in Weiß, Dekorstreifen, weiße Sitzbezüge
- Panda Trio (1986), Lackierung komplett in Weiß, Rot oder Schwarz, Dekorstreifen, längsgestreifte Sitzbezüge
- Panda 4×4 Sisley (1987), Dekorstreifen, Dachträger, Neigungsmesser, Teilledersitzbezüge
- Panda 1000 CL Fantasia (Großbritannien, 1988), Lackierung in Lawn Green oder Bahamas Blue, Kühlergrill in Wagenfarbe, Doppel-Faltdach, Karo-Sitzbezüge
- Panda Pop (1987)
- Panda Garda (1987)
- Panda Adria (1988), in schwarz, grün, weiß und blau erhältlich, mit grün-blau karierter Innenausstattung
- Panda Ponte (1989, 1000er-Vergaser), Lackierung in seidenbraun- oder diamantgrau-metallic, Dekorstreifen, Velours-Sitzbezüge, 2. Außenspiegel serienmäßig, Doppel-Faltdach optional
- Panda Dance (1989)
- Panda 4X4 Moretti (1989), Sondermodell von Moretti, einem italienischen Automobil- und Karosseriehersteller, der zwischen 1925 und 1989 in Turin ansässig war. Das Modell hatte ein Interieur in hellem Velours, Alufelgen, schwarze Metallic-Lackierung und rotes Moretti-Emblem
- Panda Italia 90 (1990), Sondermodell mit dem Logo und Dekor der Fußball-WM 1990, nur in weiß erhältlich, Stoßstangen in Wagenfarbe, Radkappen mit Fußballmotiv, dunkelblauer Teppich und dunkelblaue Sitze mit eingesticktem Logo
- Panda Top Ten (1990, 1000er-Vergaser), auf 1000 Stück limitiertes Sondermodell mit entsprechender Nummer auf Luftleitleiste unter Windschutzscheibe, weiße Blinker, 4-Speichen-Lenkrad, Stoßstange, Kühlergrill, Steinschlagschutz vor Hinterrädern und Radkappen in Wagenfarbe, Uhr, Temperaturanzeige, lange Türverkleidungen, Türtaschen rechts und links, innenverstellbare Außenspiegel rechts und links, Aschenbecher hinten, Radkastenverkleidungen hinten innen, beleuchtete Schalter und Heizungshebel, abblendbarer Innenspiegel, getönte Scheiben rundum, Ausstellfenster seitlich hinten, A-Säulen-Verkleidung, Motorhauben-Dämmmatte
- Panda Sergio Tacchini (1990, 750er-Vergaser), Ausstattung ähnlich Top Ten, Stoßfänger unlackiert
- Panda 750 S / 1000 S (1991–1995), Uhr, Temperaturanzeige, lange Lufteinlassleiste unter Windschutzscheibe, Kunststoff-A-Säulenverkleidung, schwenkbare Sonnenblenden, lange Türverkleidungen, Türtaschen rechts und links, innenverstellbare Außenspiegel rechts und links, Aschenbecher hinten, Radkastenverkleidungen hinten innen, Heckklappenverkleidung innen
- Panda Eleganza (1992), Metalliclackierung dunkelrot, Kühlergrill und Stoßstangen in Wagenfarbe
- Panda Pink und Verde (1992)
- Panda Bluebay (1993, 1000er-Einspritzer), blau und weiße Lackierung inkl. lackierte Stoßfänger
- Panda Cosi (1993, 1000er-Einspritzer), Dekor, Radzierblenden, lackierter Kühlergrill, Ausstellfenster hinten, getönte Scheiben, vollflächige Türverkleidungen, 4-Speichen-Lenkrad
- Panda Dance (1992–1993, 900er-Einspritzer)
- Panda College (Schweiz), Zweifarb-Metallic-Lackierung, Dekorstreifen, Autovox-Autoradio
- Panda College (Italien 2001–2003), Metallic-Lackierung, Sonderradkappen
- Panda Hobby (Italien 2001–2003), elektrische Fensterheber, lange Türverkleidungen
- Panda Young (Italien 2001–2003), seitliche Kunststoffschutzleisten

### Schwachstellen
- Ölwanne: Durchrostung von außen. Ölwanne ist gegen Steinschlag schlecht geschützt, Lackierung nimmt daher schnell Schaden.
- Elektrik: Steckverbindungen nicht immer sauber montiert
- Massekabel: Korrosion
- Benzinpumpe: Kabel schlecht verlegt, scheuert im Laufe der Zeit durch
- Leuchtweitenregulierung sehr kurzlebig
- Korrosion an Türkanten und Längsträgern in hinteren Radhäusern
- Handbremsumlenkhebel rostet im Gelenk fest – hintere Trommelbremse, wenn diese nicht regelmäßig benutzt wird
- Bei Fahrzeugen mit Panoramadach oft Undichtigkeiten

### Die Seat-Version
In Spanien wurde der Fiat Panda von Herbst 1980 bis Spätsommer 1985 von der damaligen Konzerntochter Seat unter der Bezeichnung Seat Panda gebaut. Die Fahrzeuge waren nahezu gleich. Ab Herbst 1985 baute Seat den Panda mit veränderter Front als Seat Marbella bis zum Jahresende 1998 weiter.

### Pläne für einen Lizenzbau in Polen
Ursprünglich war geplant, den Fiat Panda in der Volksrepublik Polen bei FSM in Lizenz zu bauen, wo er den Syrena ablösen sollte. Dazu kam es jedoch nicht mehr. FSM baute bereits den Fiat 126 in Lizenz und produzierte auch die Zweizylindermotoren für Fiat.

## Nuova Panda (Typ 169, 2003–2012)
Im Herbst 2003 kam ein vollständig neuer Fiat Panda (Typbezeichnung: 169) auf den Markt, der zum Auto des Jahres 2004 gewählt wurde. Er hatte mit dem alten Modell nur den Namen gemeinsam, ist größer, stärker motorisiert und reichhaltiger ausgestattet als dieses. Produziert wurde dieser Panda im polnischen Tychy bis 20. Dezember 2012. Es wurden 2.168.491 Stück produziert.

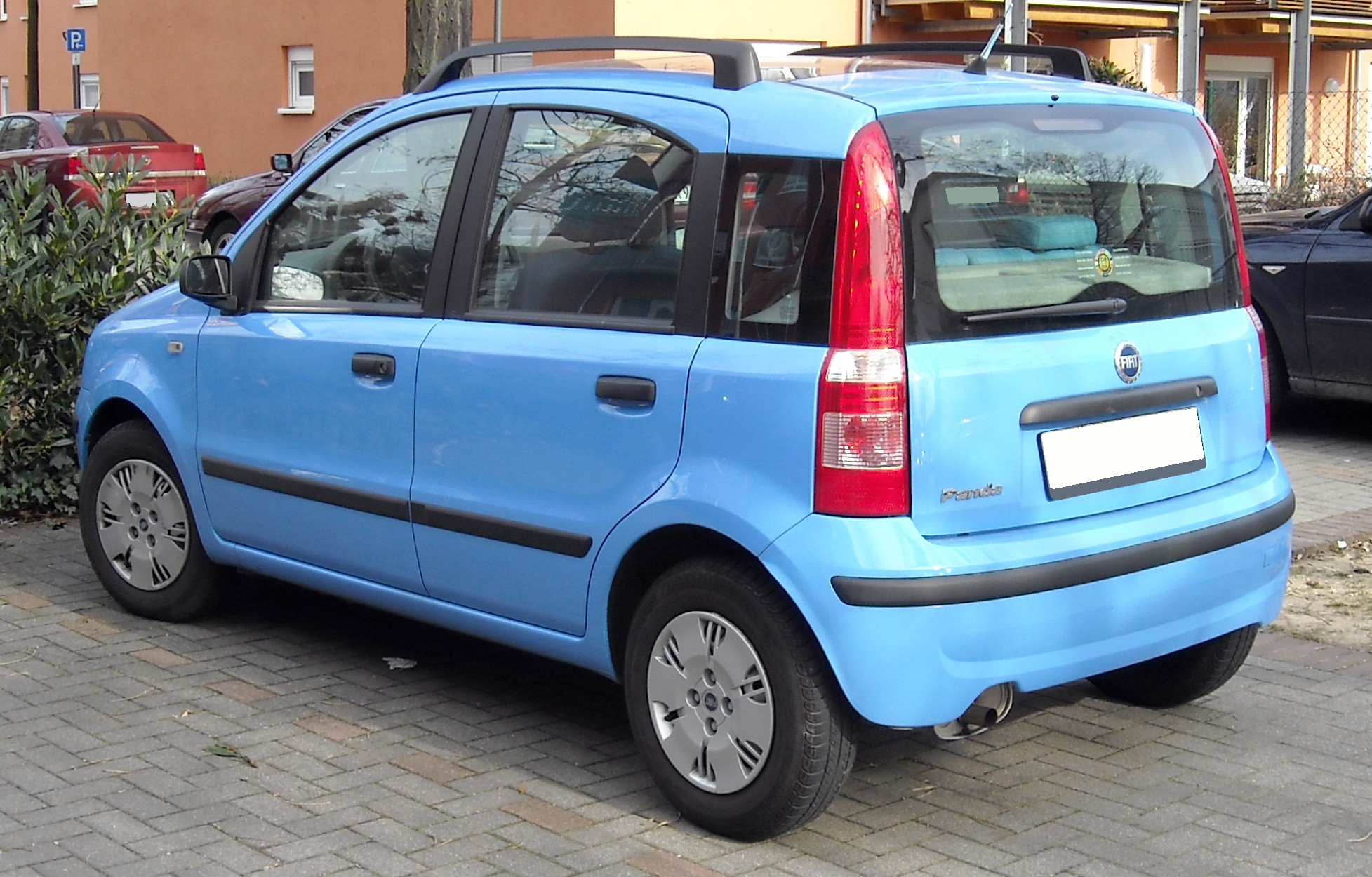
Heckansicht

Der Nuova Panda wurde nur als Fünftürer gebaut. Die Motorenpalette umfasste vier Otto-Motoren (1.1 mit 40 kW/55 PS, 1.2 mit 44 kW/60 PS, spätestens ab 2010 [s. u.] auch 1.2 mit 51 kW/69 PS und 1.4 mit 74 kW/100 PS) sowie einen Turbodieselmotor mit Common-Rail-Einspritzung, der 51 kW (70 PS) leistete. Außerdem gab es einen „Renn“-Panda (Panda 100HP) mit Sportfahrwerk und einem 1,4-Liter-Motor mit 74 kW/100 PS. Geplant war auch eine Abarth-Version mit 99 kW/135 PS (1.4 Turbo). Der Turbodieselmotor hat effektiv 1,2 Liter Hubraum, wird jedoch als „1.3 Multijet“ bezeichnet.
Der neue Panda war seit seiner Markteinführung durchgehend das meistverkaufte Auto seiner Klasse in Europa.
Ursprünglich sollte der neue Panda den Namen „Gingo“ tragen. Daher trugen die ersten Fiat Panda der zweiten Generation auch ein Schild mit der ursprünglichen Bezeichnung. In Fan-Kreisen wird er auch gern als „Gingo“ bezeichnet, um auf die Unterschiedlichkeit hinzuweisen.
Im Herbst 2004 kam der allradgetriebene Panda 4×4 hinzu. Er war unter anderem am querliegenden Endschalldämpfer und der etwas größeren Bodenfreiheit zu erkennen.
Im Januar 2006 wurde eine Variante des 4×4 als Panda „Cross“ vorgestellt, die ausschließlich mit dem 1.3-Multijet-16V-Diesel (51 kW) lieferbar war.
Ab Januar 2007 war der Panda auch als Erdgasfahrzeug erhältlich. Der Panda „Natural Power“ war das erste Fahrzeug seiner Klasse mit Unterflurtank. Möglich machte dies die Bodengruppe des Panda 4×4, auf der die neue Version aufgebaut war.
Der Erdgas-Panda wird von einem aus anderen Modellen der Baureihe bekannten 1,2-Liter-Vierzylinder-Motor angetrieben, der durch seine bivalente Auslegung wahlweise mit Erdgas oder Benzin betrieben werden kann. Er leistet im Gasbetrieb 38 kW (52 PS) und mit Benzin betrieben 45 kW (60 PS). Der Verbrauch beträgt im Erdgasbetrieb auf 100 km 4,2 kg Erdgas beziehungsweise 6,2 l auf 100 km im Benzinbetrieb. Beim Ausnutzen beider Tankfüllungen (13 kg Erdgas, 30 l Benzin) beträgt die Reichweite rund 750 km.
Im Herbst 2010 wurde das Motorenangebot stark reduziert. Von da an waren nur noch ein Ottomotor (1.2 8V mit 51 kW), ein Diesel (1.3 Multijet 16V mit 55 kW) und eine Erdgas-Variante (1.4 8V 57 kW bzw. 51 kW) im Programm. Fahrzeuge mit Erstzulassung in Italien gibt es als 5-Sitzer mit einem am Dach befestigten fünften Sicherheitsgurt, mit zwei Gurtschlössern in der Sitzbank, allerdings ohne fünfte Kopfstütze. Anfang 2011 wurden auch der Panda 100HP und der Panda „Cross“ aus dem Programm genommen.
Ende 2012 wurden auch die übrigen Panda-Varianten eingestellt.

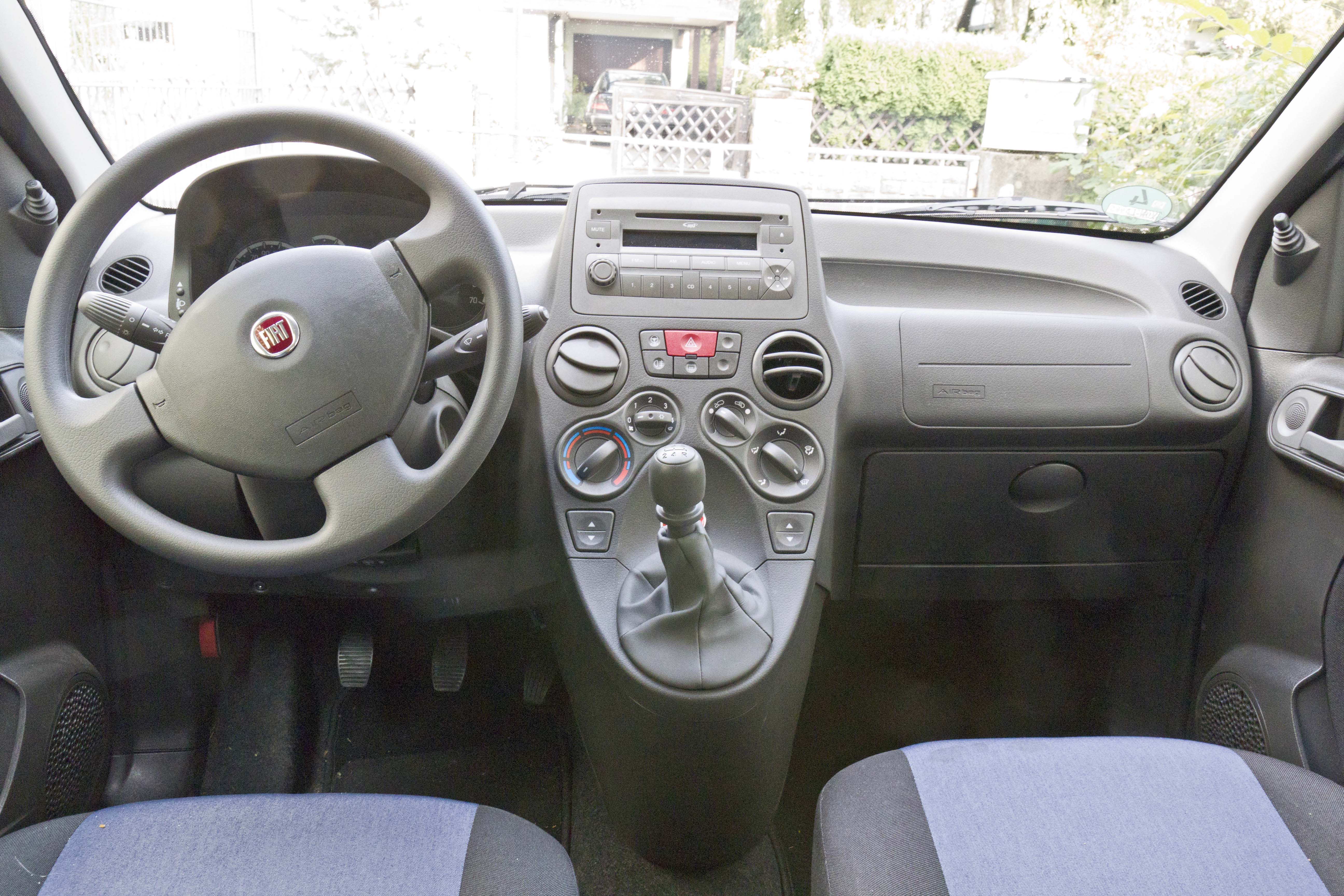
Cockpit
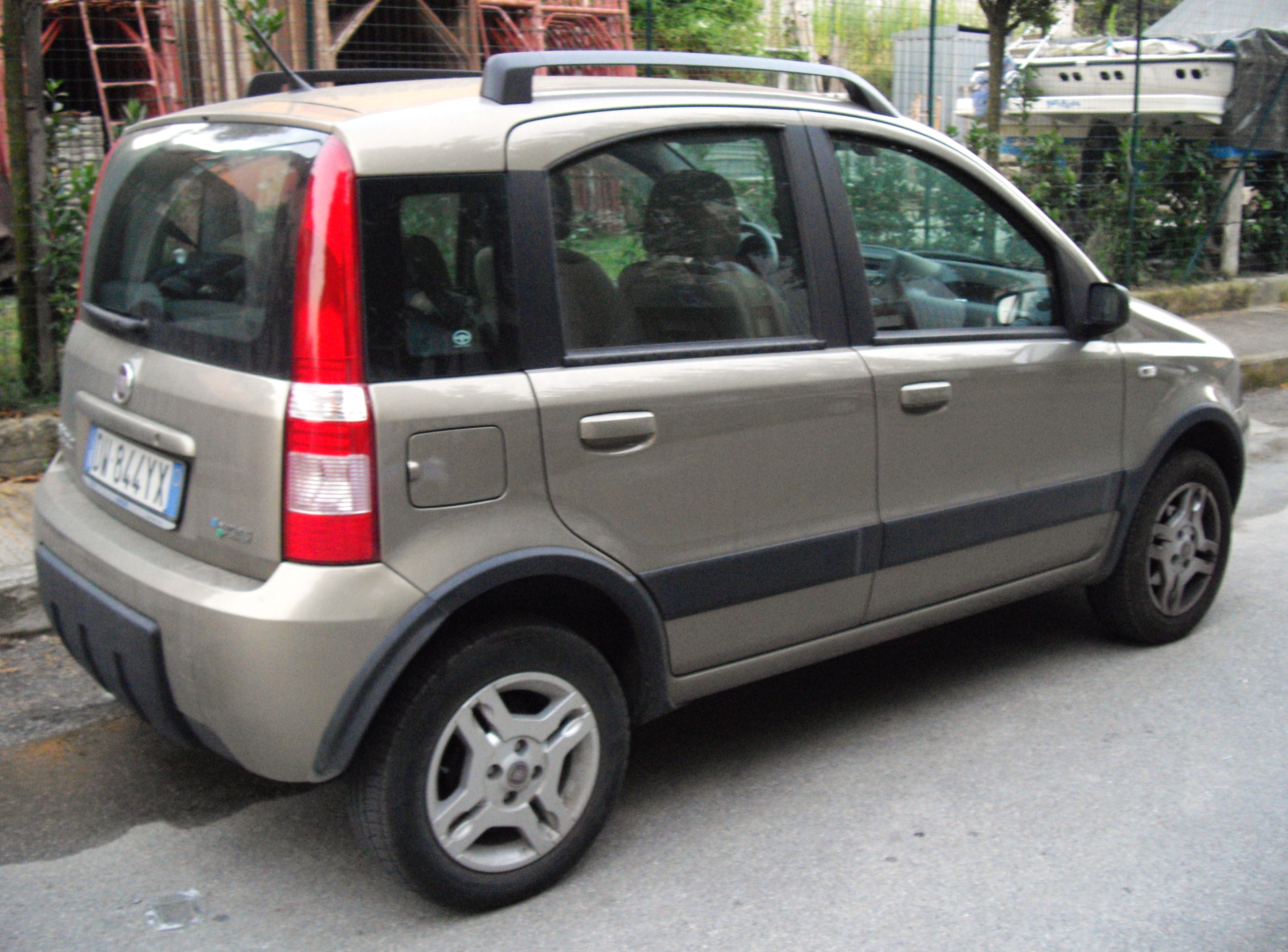
Fiat Panda 4×4 (2004–2012)
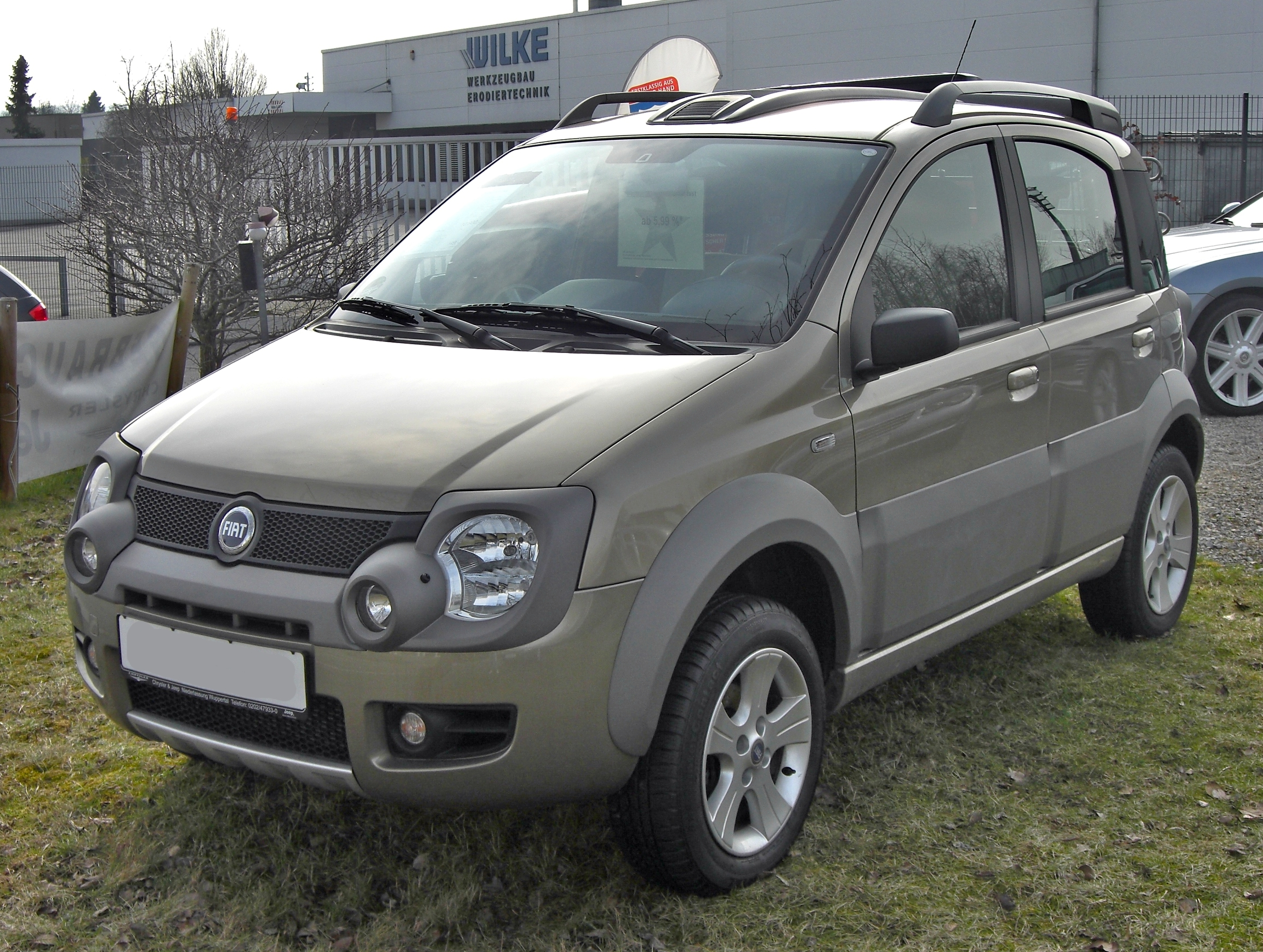
Fiat Panda Cross (2006–2011)
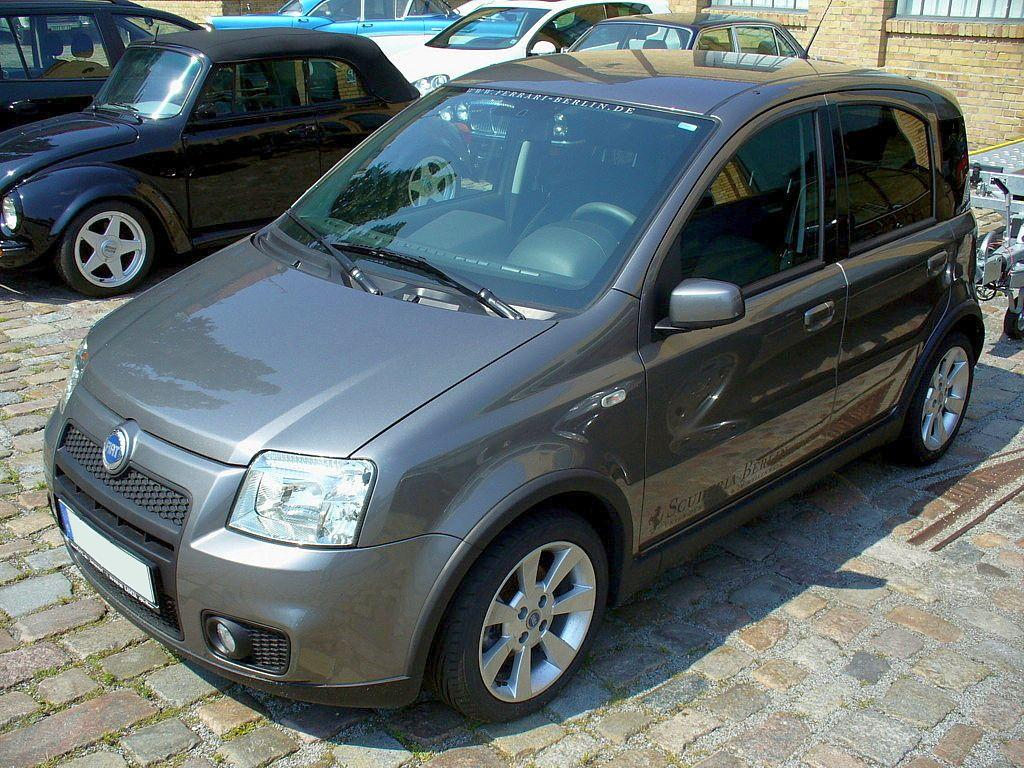
Fiat Panda 100HP (2006–2011)

### Sondereditionen

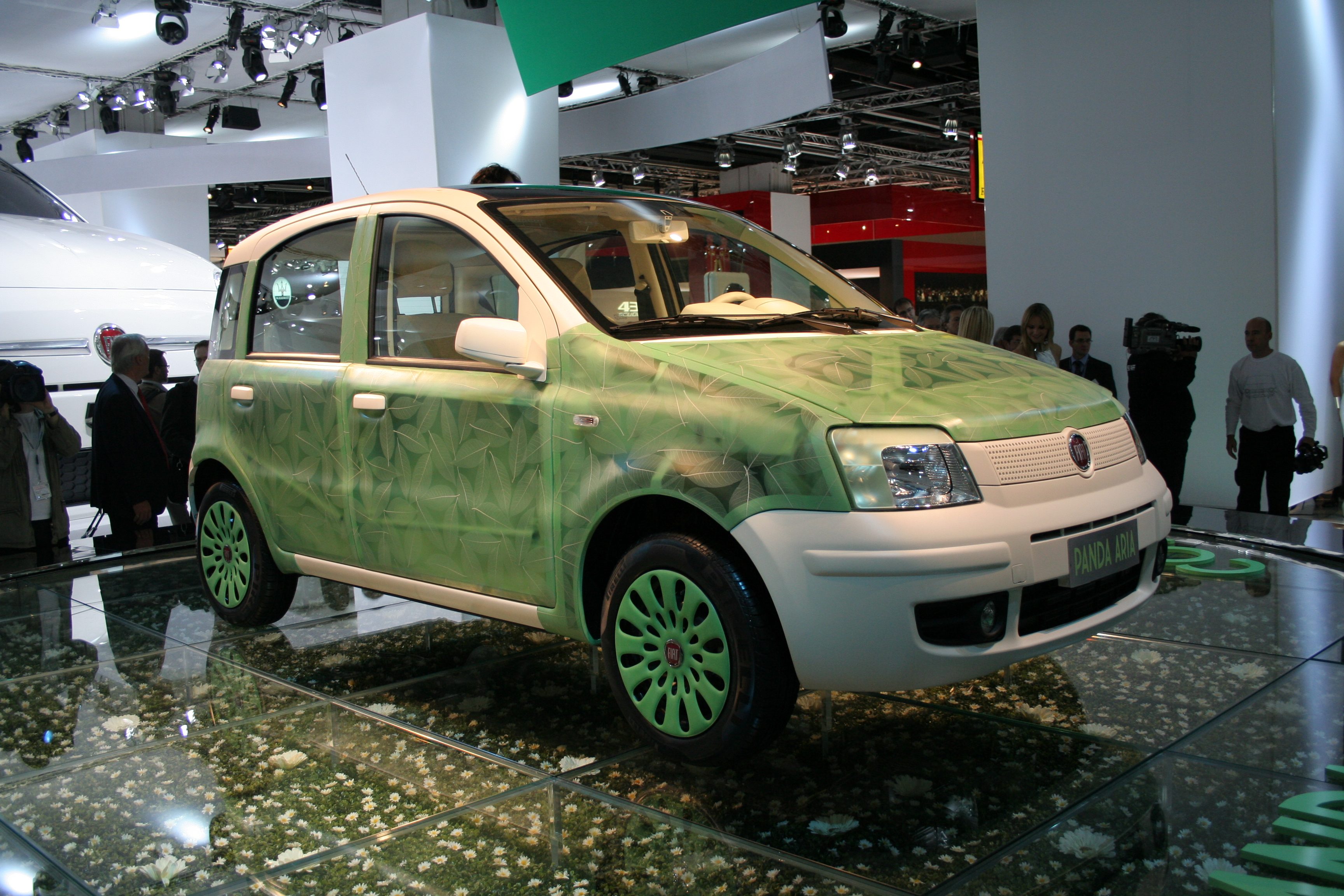
Fiat Panda Aria

- Panda Alessi
- Panda Aria
- Panda Hydrogen
- Panda Jolly
- Panda Luxury
- Panda Mamy
- Panda MultiEco
- Panda Natural Power
- PanDAKAR
- Panda Simba
- Panda Tanker (Concept Car)
- Panda Terramare 4
- Panda Imola
- Panda Dynamic
- Panda Sport
- Panda Racing
- Panda Edizione Magnifica

### Motoren
| Modell                          | Hubraum  | Leistung                       | CO2-Emission (g/km) | Beschleunigung (0–100 km/h) | Höchstgeschwindigkeit | Verbrauch (L bzw. kg auf 100 km) | Bauzeit         |
| ------------------------------- | -------- | ------------------------------ | ------------------- | --------------------------- | --------------------- | -------------------------------- | --------------- |
| Ottomotor                       |          |                                |                     |                             |                       |                                  |                 |
| 1.1 8V                          | 1108 cm³ | 40 kW (54 PS)                  | 133                 | 15,0 s                      | 150 km/h              | 5,6                              | 09.2003–10.2010 |
| 1.1 8V Eco                      | 1108 cm³ | 40 kW (54 PS)                  | 119                 | 15,0 s                      | 150 km/h              | 4,9                              | 03.2008–10.2010 |
| 1.2 8V                          | 1242 cm³ | 44 kW (60 PS)                  | 133                 | 14,0 s                      | 154 km/h              | 5,5                              | 09.2003–10.2010 |
| 1.2 8V Eco                      | 1242 cm³ | 44 kW (60 PS)                  | 119                 | 14,0 s                      | 154 km/h              | 4,9                              | 03.2008–10.2010 |
| 1.2 8V Dualogic                 | 1242 cm³ | 44 kW (60 PS)                  | 127                 | 14,0 s                      | 154 km/h              | 5,3                              | 09.2003–10.2010 |
| 1.2 8V 4×4                      | 1242 cm³ | 44 kW (60 PS)                  | 155                 | 20,0 s                      | 145 km/h              | 6,6                              | 01.2005–10.2010 |
| 1.2 8V 4×4                      | 1242 cm³ | 51 kW (69 PS)                  | 139                 | 15,3 s                      | 148 km/h              | 6,0                              | 09.2010–01.2012 |
| 1.2 8V                          | 1242 cm³ | 51 kW (69 PS)                  | 110                 | 13,4 s                      | 162 km/h              | 4,8                              | 09.2010–09.2012 |
| 1.4 16V                         | 1368 cm³ | 74 kW (100 PS)                 | 154                 | 9,5 s                       | 183 km/h              | 6,4                              | 10.2006–01.2011 |
| Diesel                          |          |                                |                     |                             |                       |                                  |                 |
| 1.3 Multijet 16V                | 1248 cm³ | 51 kW (69 PS)                  | 114                 | 13,0 s                      | 160 km/h              | 4,2                              | 09.2003–10.2010 |
| 1.3 Multijet 16V 4×4            | 1248 cm³ | 51 kW (69 PS)                  | 137                 | 18,0 s                      | 150 km/h              | 5,2                              | 10.2004–10.2010 |
| 1.3 Multijet 16V 4×4            | 1248 cm³ | 55 kW (75 PS)                  | 136                 | 16,1 s                      | 152 km/h              | 4,9                              | 10.2004–10.2010 |
| 1.3 Multijet 16V DPF            | 1248 cm³ | 55 kW (75 PS)                  | 113                 | 13,0 s                      | 164 km/h              | 4,2                              | 06.2006–09.2012 |
| 1.3 Multijet 16V DPF 4×4        | 1248 cm³ | 55 kW (75 PS)                  | 128                 | 16,1 s                      | 152 km/h              | 4,9                              | 09.2010–01.2012 |
| Erdgas und Flüssiggas           |          |                                |                     |                             |                       |                                  |                 |
| 1.2 8V Natural Power            | 1242 cm³ | 44 kW (60 PS)* 38 kW (52 PS)** | 146* 113**          | 17,0 s* 19,0 s**            | 148 km/h* 140 km/h**  | 6,2* 4,2 kg**                    | 01.2007–10.2010 |
| 1.2 8V LPG                      | 1242 cm³ | 44 kW (60 PS)                  | 116                 | 14,0 s                      | 154 km/h              | 7,1                              | 03.2008–10.2010 |
| 1.4 8V Natural Power            | 1368 cm³ | 57 kW (78 PS)* 51 kW (69 PS)** | 139* 107**          | 12,6 s* 14,9 s**            | 163 km/h* 157 km/h**  | 6,0* 4,0 kg**                    | 09.2010–01.2012 |
| *Benzinbetrieb, **Erdgasantrieb |          |                                |                     |                             |                       |                                  |                 |

### Chinesischer Nachbau
Im Jahre 2006 verklagte Fiat den chinesischen Automobilhersteller Great Wall Motor, da dieser das Design des Fiat Panda für das Modell Peri kopiert hatte.
Mitte des Jahres 2008 gewann Fiat die Klage, wodurch der Import der Fahrzeuge nach Europa gestoppt wurde. Zudem musste der chinesische Automobilhersteller pro bereits importiertem Auto ca. 15.000 Euro Schadenersatz an Fiat zahlen sowie zukünftig für jeden weiteren Import 50.000 Euro.

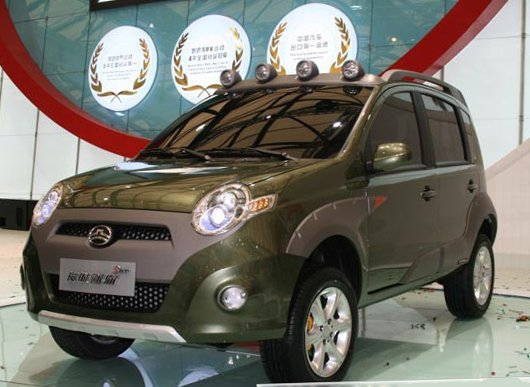
Great Wall Peri
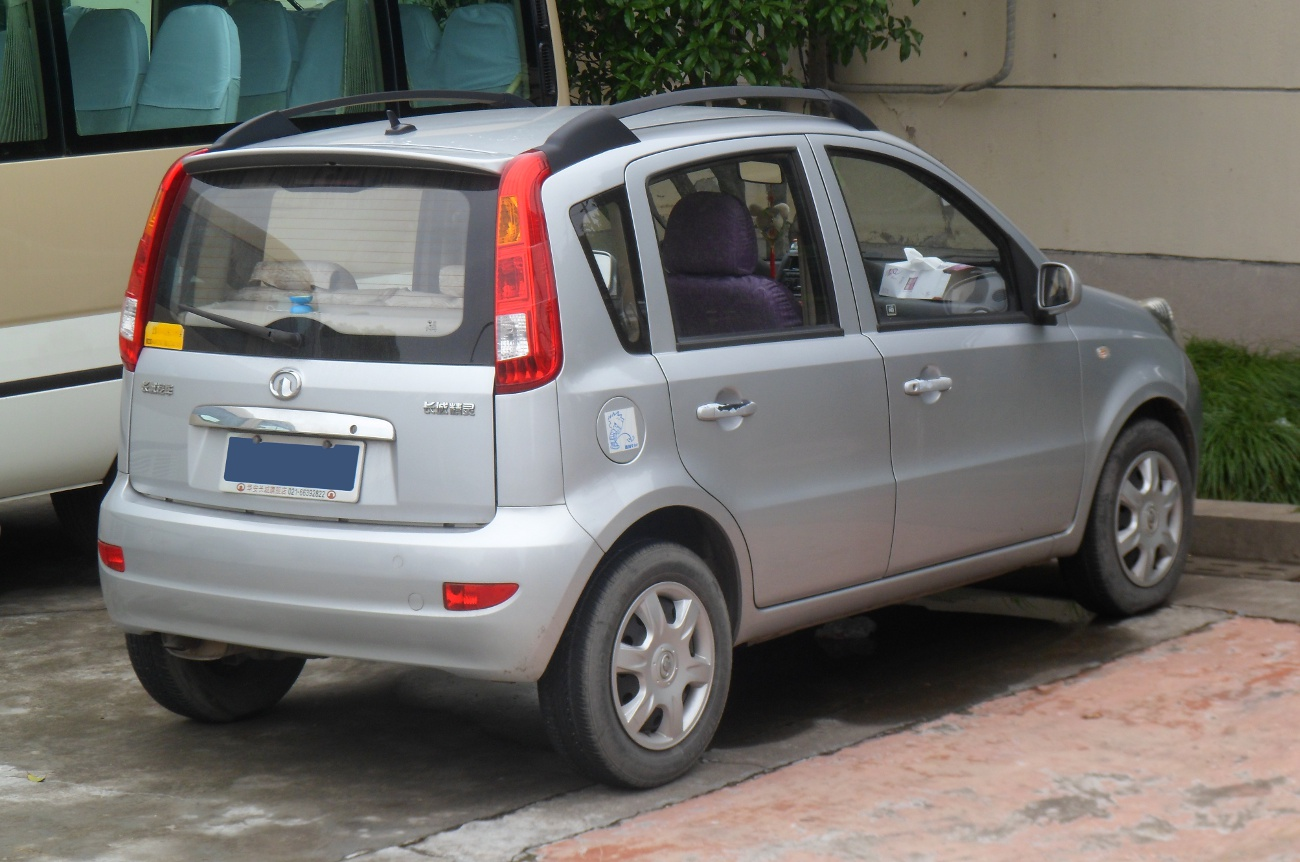
Heckansicht

## Panda/Pandina (Typ 312/319, seit 2011)
| Sterne im Euro NCAP-Crashtest (2011) | 4 Sterne im Euro-NCAP-Crashtest |

| Sterne im Euro NCAP-Crashtest (2015) | 3 Sterne im Euro-NCAP-Crashtest |

| Sterne im Euro-NCAP-Crashtest (2018) | 0 Sterne im Euro-NCAP-Crashtest |

Auf der IAA 2011 in Frankfurt wurde die dritte Generation des Fiat Panda der Öffentlichkeit vorgestellt, der zum Ende desselben Jahres in Produktion ging.
Obwohl der offizielle Verkaufsstart in Deutschland zum 3. März 2012 angekündigt war, wurden die ersten Händler bereits zum 30. Januar mit Neuwagen der neuen Generation beliefert.
Ab September 2012 waren auch wieder Modelle mit Allradantrieb unter der Bezeichnung Panda 4×4 und ab 2017 auch mit zusätzlichen Kunststoffverkleidungen an den Stoßstangen und Türen unter dem Namen Cross erhältlich. Zugleich erschien der ähnlich gestaltete Trekking mit Frontantrieb. Dasselbe gilt auch für den ebenfalls 2017 vorgestellten City Cross und den günstigeren Waze, welcher auch als Waze 4×4 mit Allradantrieb erhältlich war.
Im Euro-NCAP-Crashtest erzielte der Fiat Panda 2018 keinen einzigen von fünf möglichen Punkten, bemängelt wurde insbesondere die fehlende Sicherheitsausstattung.
Im Januar 2020 wurde eine Mild-Hybrid-Version mit 1.0-Dreizylinder-Otto-Motor bestellbar, die bereits EURO 6d erfüllt. Diese Version kommt mit einer 12V-Lithium-Ionen-Batterie von 11 Ah und einem Riemen-Starter-Generator mit 3,6 kW. Dadurch wird der Start-Stopp-Betrieb deutlich erweitert und der Kraftstoffverbrauch gesenkt. Es kann auch mehr Energie in den Akku beim Bremsen rekuperiert werden.
Im Juni 2023 wurde anlässlich des 40-jährigen Jubiläums des 4×4 das auf 1983 Exemplare limitierte Sondermodell 4x40° auf Basis der Ausstattungsvariante „Cross“ vorgestellt. Es hat eine elfenbeinfarbene Lackierung und zweifarbige 15-Zoll-Räder. Das Sondermodell wird nur in Italien, Frankreich, Deutschland und der Schweiz angeboten.
Eine Modellpflege, die insbesondere die Bereiche Sicherheit und Technologie verbessern soll, wurde im Februar 2024 vorgestellt. Zudem wird der Cross fortan als Pandina vermarktet.

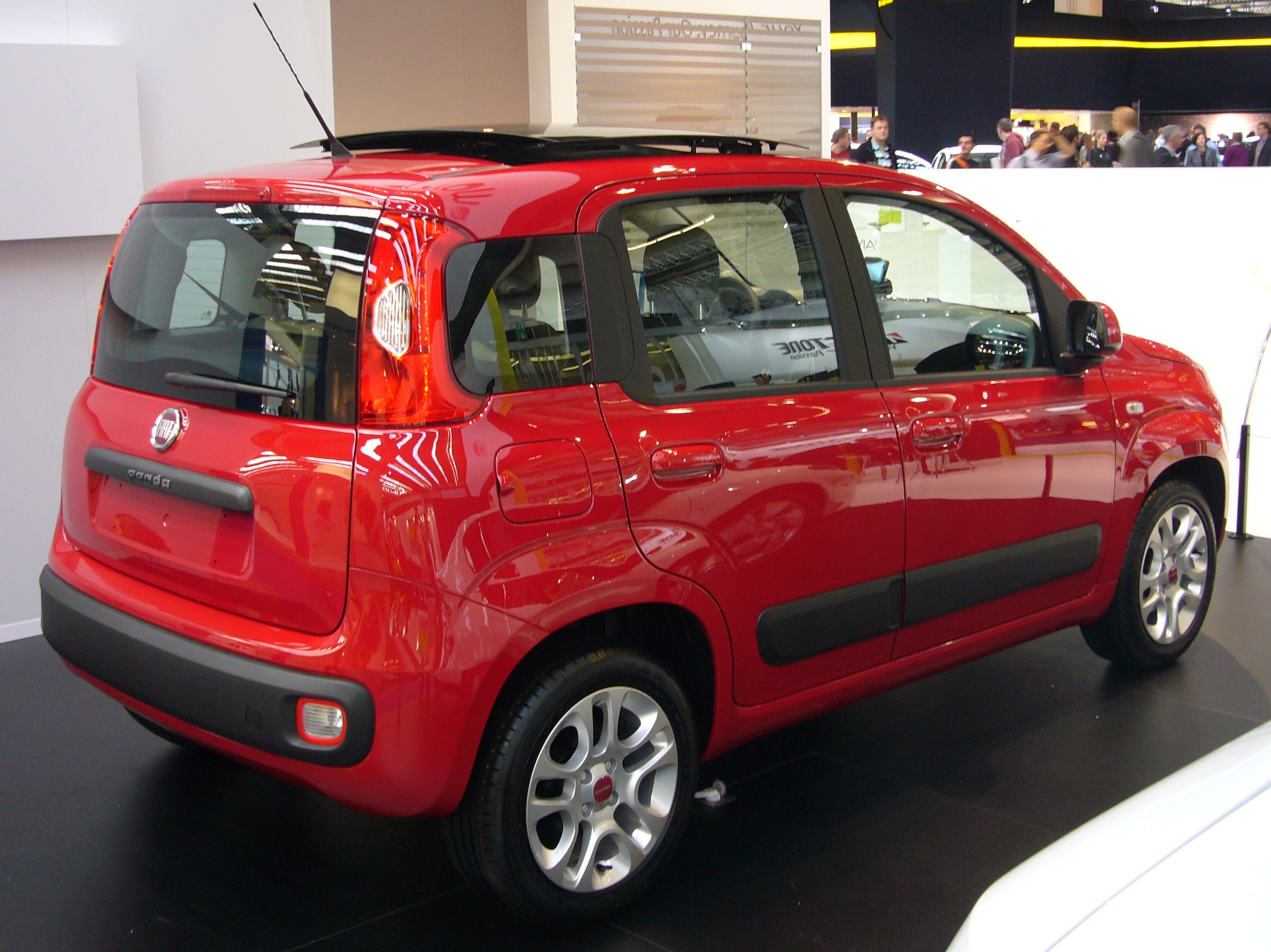
Heckansicht
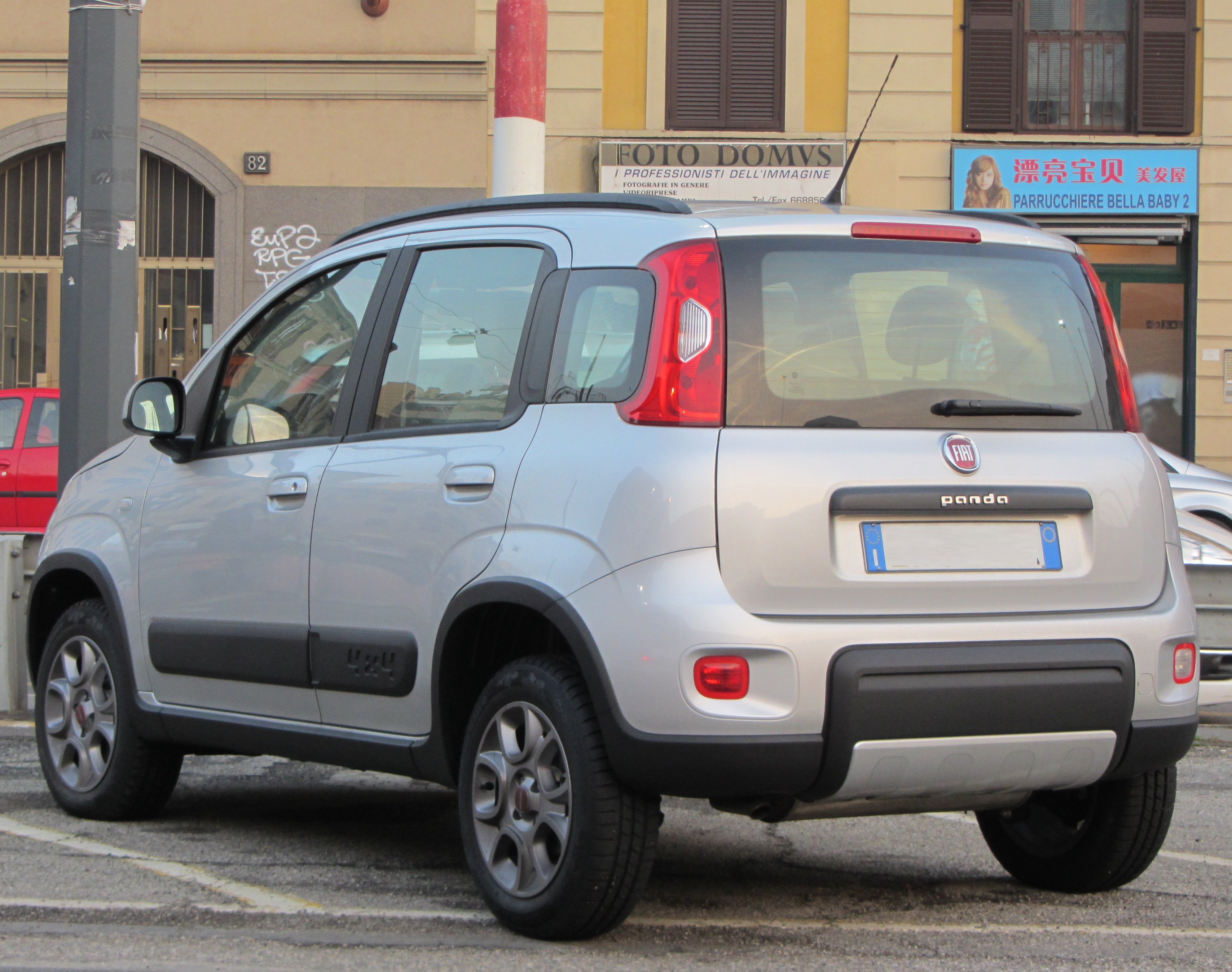
Fiat Panda 4×4 (2012–2022)
Fiat Panda 4x40° (2023)
Heckansicht
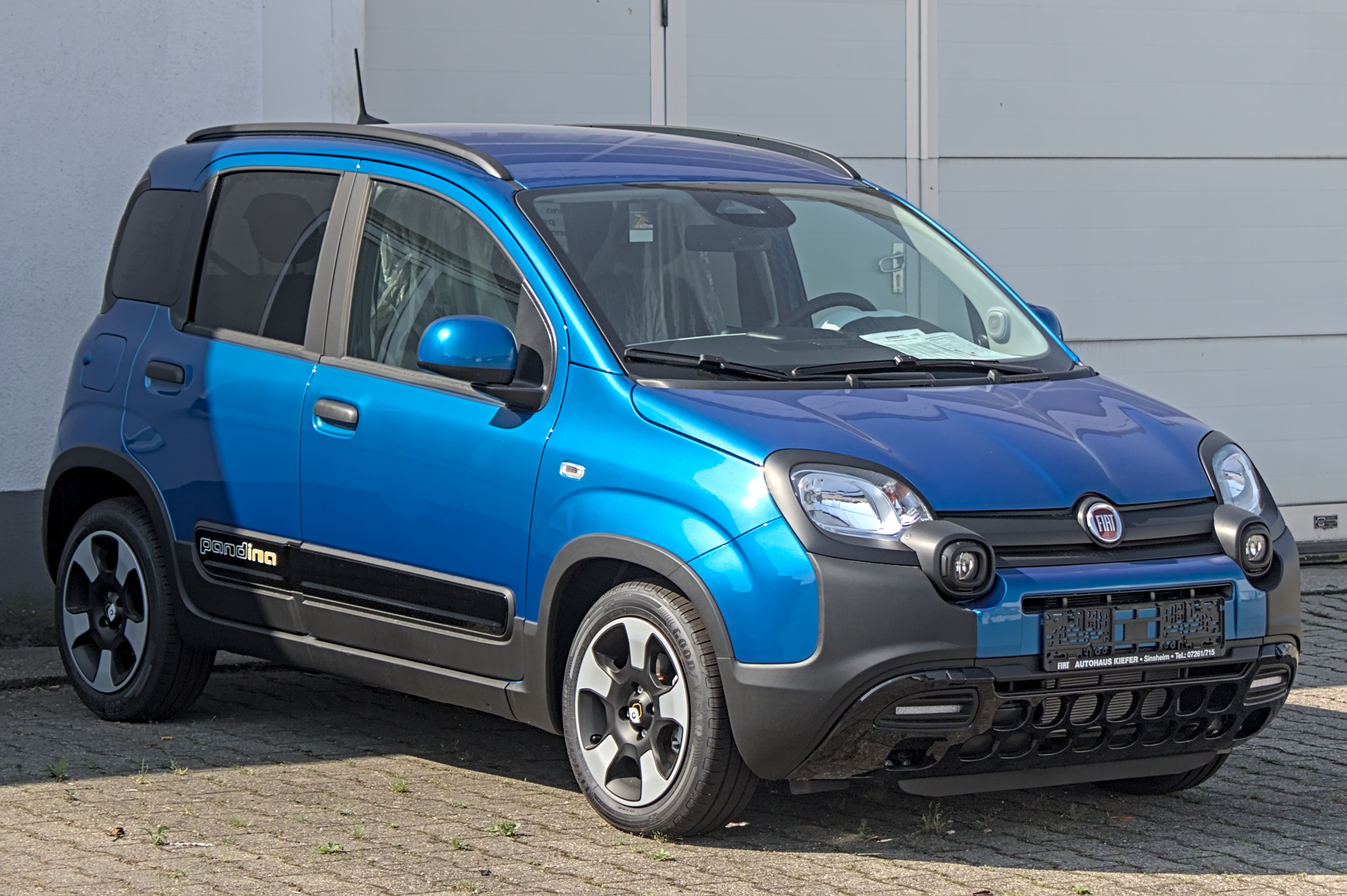
Fiat Pandina (seit 2024)
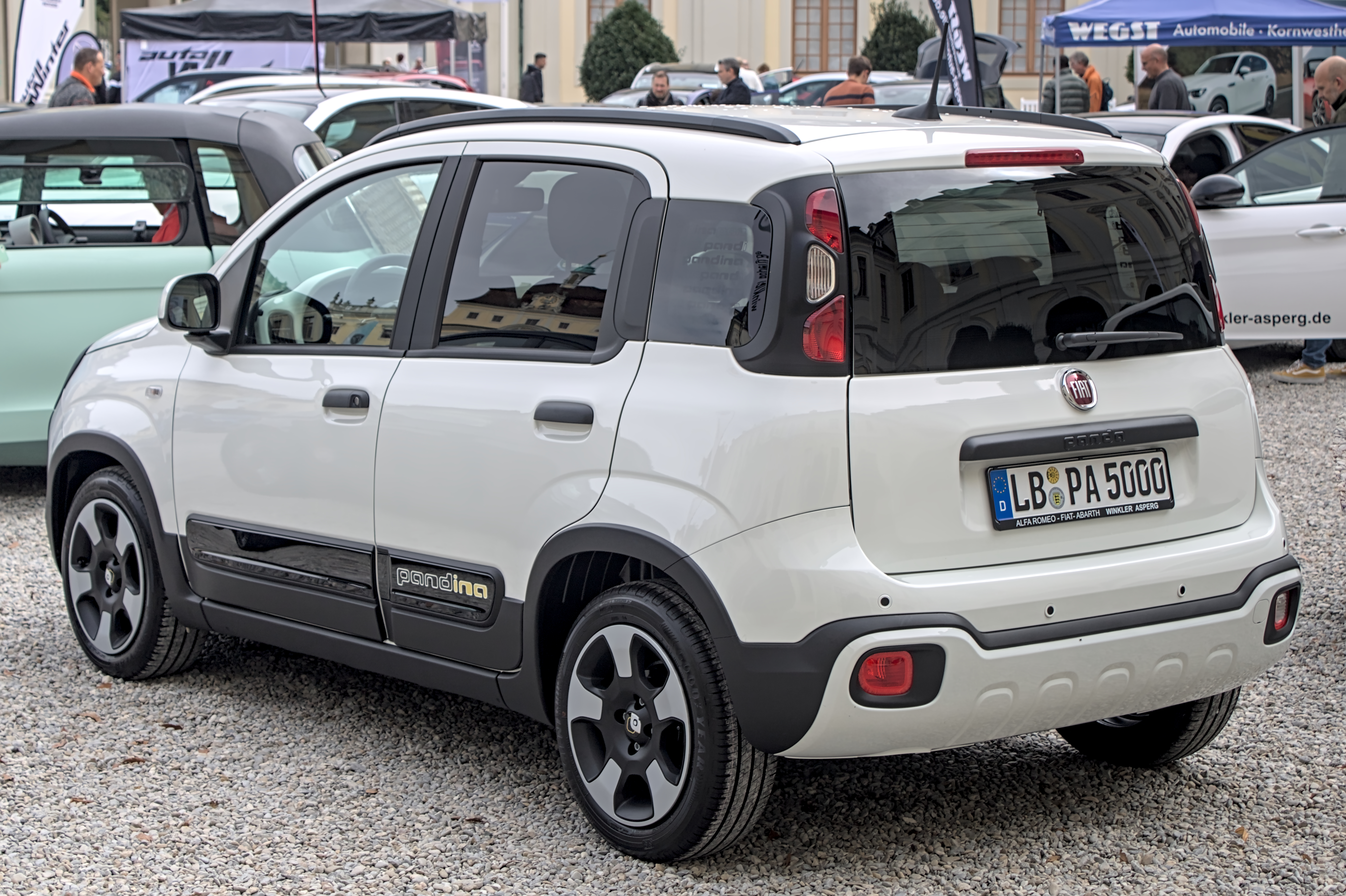
Heckansicht

### Charakteristik
Die dritte Generation des Fiat Panda beruht auf dem gleichen Baukasten wie das Vorgängermodell.
Im Laufe der Zeit wurde dieser Baukasten für die neu adaptierten Modelle aktualisiert: 2007 für den Fiat 500, 2011 für den Lancia Ypsilon und für den neuen Fiat Uno auf dem brasilianischen Markt. Mit diesen Modellen teilt der neue Panda auch einige Details.
Im Vergleich zum im Herbst 2003 eingeführten Vorgänger ist das Fahrzeug einige Zentimeter größer, um die passive Sicherheit zu erhöhen. Einige Elemente des ersten Panda von 1980 wurden übernommen, die aus technischen oder länderspezifischen Gründen im zweiten Panda zu Gunsten anderer Lösungen verloren gingen. Eine dieser Lösungen ist beispielsweise das Armaturenbrett mit offenem Handschuhfach des Urmodells, das es in der zweiten Generation nicht gab, weil der Beifahrer-Airbag im Weg gewesen wäre. Die Karosserie ist der des Vorgängers ähnlich, aber stärker abgerundet.

### Produktion
Hergestellt wird der Panda im ehemaligen Alfa-Romeo-Alfasud-Werk in Pomigliano d’Arco bei Neapel, das dazu umgebaut wurde. Es kann (nach der ursprünglichen Planung) bis zu 1000 Autos pro Tag produzieren. Der Fiat Panda konnte nicht mehr im Werk in Tychy (Polen) gebaut werden, weil es mit der Produktion des Fiat 500 bereits ausgelastet ist. Die Verschiebung nach Pomigliano ist auch Teil eines neuen nationalen Projekts, mit dem Fiat seine Pkw-Produktion in Italien verdoppeln will.

### Technische Daten
|                                             | 1.2 8V                     | 1.2 8V                     | 1.0 6V Mild-Hybrid         | 0.9 TwinAir                                            | 0.9 TwinAir                | 0.9 TwinAir                              | 0.9 TwinAir                | 0.9 TwinAir Natural Power Erdgas                        | 0.9 TwinAir Natural Power Erdgas                        | 0.9 TwinAir Natural Power Erdgas                        | 0.9 TwinAir Natural Power Erdgas                        | 1.3 16V Multijet               | 1.3 16V Multijet               |
| Bauzeitraum                                 | 12/2011–06/2018            | 07/2018–10/2020            | seit 01/2020               | 12/2011–06/2018                                        | 07/2018–10/2020            | 10/2020–05/2022                          | 07/2018–11/2018            | 07/2012–06/2018                                         | 07/2018–11/2018                                         | 11/2018–10/2020                                         | 06/2021–05/2022                                         | 02/2012–08/2015                | 09/2015–06/2018                |
| Motorkenndaten                              |                            |                            |                            |                                                        |                            |                                          |                            |                                                         |                                                         |                                                         |                                                         |                                |                                |
| Motortyp                                    | R4-Ottomotor               | R4-Ottomotor               | R3-Ottomotor               | R2-Ottomotor                                           | R2-Ottomotor               | R2-Ottomotor                             | R2-Ottomotor               | R2-Ottomotor                                            | R2-Ottomotor                                            | R2-Ottomotor                                            | R2-Ottomotor                                            | R4-Dieselmotor                 | R4-Dieselmotor                 |
| Gemischaufbereitung                         | Saugrohreinspritzung       | Saugrohreinspritzung       | Saugrohreinspritzung       | Saugrohreinspritzung                                   | Saugrohreinspritzung       | Saugrohreinspritzung                     | Saugrohreinspritzung       | Saugrohreinspritzung                                    | Saugrohreinspritzung                                    | Saugrohreinspritzung                                    | Saugrohreinspritzung                                    | Common-Rail-Direkteinspritzung | Common-Rail-Direkteinspritzung |
| Motoraufladung                              | –                          | –                          | –                          | Turbolader                                             | Turbolader                 | Turbolader                               | Turbolader                 | Turbolader                                              | Turbolader                                              | Turbolader                                              | Turbolader                                              | Turbolader                     | Turbolader                     |
| Hubraum                                     | 1242 cm³                   | 1242 cm³                   | 999 cm³                    | 875 cm³                                                | 875 cm³                    | 875 cm³                                  | 875 cm³                    | 875 cm³                                                 | 875 cm³                                                 | 875 cm³                                                 | 875 cm³                                                 | 1248 cm³                       | 1248 cm³                       |
| max. Leistung                               | 51 kW (69 PS) bei 5500/min | 51 kW (69 PS) bei 5500/min | 51 kW (70 PS) bei 6000/min | 57 kW (78 PS) bei 5500/min* 63 kW (85 PS) bei 5500/min | 63 kW (86 PS) bei 5500/min | 63 kW (86 PS) bei 5500/min               | 66 kW (90 PS) bei 5500/min | 59 kW (80 PS) bei 5500/min (63 kW (85 PS) bei 5500/min) | 59 kW (80 PS) bei 5500/min (63 kW (85 PS) bei 5500/min) | 52 kW (70 PS) bei 5500/min (63 kW (85 PS) bei 5500/min) | 52 kW (70 PS) bei 5500/min (63 kW (85 PS) bei 5500/min) | 55 kW (75 PS) bei 4000/min     | 70 kW (95 PS) bei 3750/min     |
| max. Drehmoment                             | 102 Nm bei 3000/min        | 102 Nm bei 3000/min        | 92 Nm bei 3500/min         | 100 Nm bei 2000/min* 145 Nm bei 1900/min               | 145 Nm bei 1900/min        | 100 Nm bei 2000/min* 145 Nm bei 1900/min | 145 Nm bei 1900/min        | 140 Nm bei 2500/min (145 Nm bei 1900/min)               | 140 Nm bei 2500/min (145 Nm bei 1900/min)               | 135 Nm bei 2500/min (145 Nm bei 1900/min)               | 135 Nm bei 2500/min (145 Nm bei 1900/min)               | 190 Nm bei 1500/min            | 200 Nm bei 1500/min            |
| Kraftübertragung                            |                            |                            |                            |                                                        |                            |                                          |                            |                                                         |                                                         |                                                         |                                                         |                                |                                |
| Antrieb, serienmäßig                        | Vorderradantrieb           | Vorderradantrieb           | Vorderradantrieb           | Vorderradantrieb                                       | Allradantrieb              | Allradantrieb                            | Allradantrieb              | Vorderradantrieb                                        | Vorderradantrieb                                        | Vorderradantrieb                                        | Vorderradantrieb                                        | Vorderradantrieb               | Vorderradantrieb               |
| Antrieb, optional                           | –                          | –                          | –                          | Allradantrieb                                          | –                          | –                                        | –                          | –                                                       | –                                                       | –                                                       | –                                                       | Allradantrieb                  | Allradantrieb                  |
| Getriebe, serienmäßig                       | 5-Gang-Schaltgetriebe      | 5-Gang-Schaltgetriebe      | 6-Gang-Schaltgetriebe      | 5-Gang-Schaltgetriebe                                  | 5-Gang-Schaltgetriebe      | 6-Gang-Schaltgetriebe                    | 6-Gang-Schaltgetriebe      | 5-Gang-Schaltgetriebe                                   | 5-Gang-Schaltgetriebe                                   | 5-Gang-Schaltgetriebe                                   | 5-Gang-Schaltgetriebe                                   | 5-Gang-Schaltgetriebe          | 5-Gang-Schaltgetriebe          |
| Messwerte                                   |                            |                            |                            |                                                        |                            |                                          |                            |                                                         |                                                         |                                                         |                                                         |                                |                                |
| Höchstgeschwindigkeit                       | 164 km/h                   | 164 km/h                   | 164 km/h                   | 177 km/h [166 km/h]                                    | 163–164 km/h               | 163–164 km/h                             | 167 km/h                   | 168 km/h (170 km/h)                                     | 168 km/h (170 km/h)                                     | 162 km/h (170 km/h)                                     | 162 km/h (170 km/h)                                     | 168 km/h [159 km/h]            | 182 km/h [167 km/h]            |
| Beschleunigung, 0–100 km/h                  | 14,2 s                     | 14,2 s                     | 13,9 s                     | 11,2 s [12,1 s]                                        | 12,7–12,8 s                | 12,7–12,8 s                              | 12,0 s                     | 12,8 s (12,0 s)                                         | 12,8 s (12,0 s)                                         | 14,1 s (12,7 s)                                         | 14,1 s (12,7 s)                                         | 12,8 s [14,5 s]                | 11,0 s [12,0 s]                |
| Kraftstoffverbrauch auf 100 km (kombiniert) | 5,2 l Super                | 5,4–5,9 l Super            | 4,1 l Super                | 4,2 l Super [4,9 l Super]                              | 5,8 l Super                | 5,7 l Super                              |                            | 3,1 kg Erdgas (4,6 l Super)                             |                                                         | 3,6 kg Erdgas (5,5 l Super)                             |                                                         | 3,9 l Diesel [4,7 l Diesel]    | 3,6 l Diesel [4,4 l Diesel]    |
| CO2-Emission (kombiniert)                   | 120 g/km                   | 125–134 g/km               | 93 g/km                    | 99 g/km [114 g/km]                                     | 132 g/km                   | 131 g/km                                 |                            | 86 g/km (107 g/km)                                      |                                                         | 97 g/km (125 g/km)                                      |                                                         | 104 g/km [125 g/km]            | 94 g/km [114 g/km]             |
| Abgasnorm nach EU-Klassifikation            | Euro 6                     | Euro 6d-TEMP               | Euro 6d                    | Euro 6                                                 | Euro 6d-TEMP               | Euro 6d                                  | Euro 6d-TEMP               | Euro 6                                                  | Euro 6d-TEMP                                            | Euro 6d-TEMP                                            | Euro 6d                                                 | Euro 5                         | Euro 6                         |

* Werte beziehen sich auf Betriebsart Eco (bei betätigter Eco-Taste).

## Grande Panda (seit 2024)

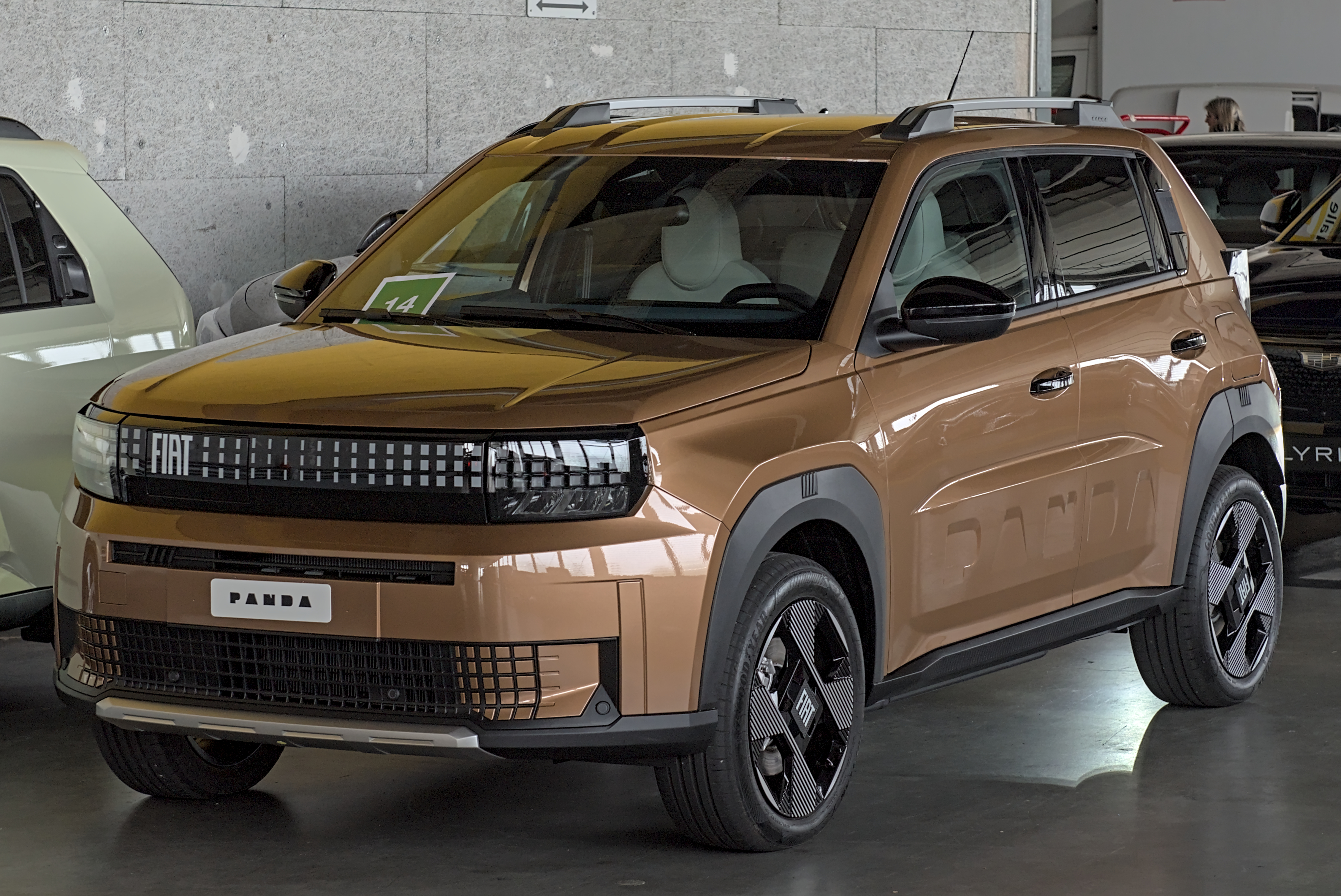
Fiat Grande Panda

Mit dem Fiat Grande Panda wurde im Juni 2024 ein Kleinwagen vorgestellt, der wie die vierte Generation des Citroën C3 auf der CMP-Smart-Car-Plattform von Stellantis aufbaut. Der normale Panda bleibt weiter im Modellportfolio von Fiat.

## Zulassungszahlen in Deutschland
Seit dem Marktstart der zweiten Generation bis einschließlich Dezember 2024 sind in der Bundesrepublik Deutschland insgesamt 275.114 Fiat Panda neu zugelassen worden. Mit 59.114 Einheiten war 2009 mit Abstand das erfolgreichste Verkaufsjahr. Dies ist auf die Umweltprämie zurückzuführen.
|  |

|  |

|  |

|  |

|  |

|  |

|  |

|  |

|  |

|  |

|  |

|  |

|  |

|  |

|  |

|  |

|  |

|  |

|  |

|  |

|  |

|  |

|  |

|  |

|  |

|  |

|  |

|  |

|  |

|  |

|  |

|  |

|  |

|  |

|  |

|  |

|  |

|  |

|  |

|  |

|  |

|  |

|  |

|  |

|  |

|  |

|  |

|  |

|  |

|  |

|  |

|  |

|  |

|  |

|  |

|  |

|  |

|  |

|  |

|  |

|  |

|  |

|  |

|  |

|  |

|  |

|  |

|  |

|  |

|  |

|  |

|  |

|  |

|  |

|  |

|  |

|  |

|  |

|  |

|  |

|  |

|  |

|  |

|  |

|  |

|  |

|  |

|  |

|  |

|  |

|  |

|  |

|  |

|  |

|  |

|  |

|  |

|  |

|  |

|  |

|  |

|  |

|  |

|  |

|  |

|  |

|  |

|  |

|  |

|  |

|  |

|  |

|  |

|  |

|  |

|  |

|  |

|  |

|  |

|  |

|  |

|  |

|  |

|  |

|  |

|  |

|  |

|  |

|  |

|  |

|  |

|  |

|  |

|  |

|  |

|  |

|  |

|  |

|  |

|  |

|  |

|  |

|  |

|  |

|  |

|  |

|  |

|  |

|  |

|  |

|  |

|  |

|  |

|  |

|  |

|  |

|  |

|  |

|  |

|  |

|  |

|  |

|  |

|  |

|  |

|  |

|  |

|  |

|  |

|  |

|  |

|  |

|  |

|  |

|  |

|  |

|  |

|  |

|  |

|  |

|  |

|  |

|  |

|  |

|  |

|  |

|  |

|  |

|  |

|  |

|  |

|  |

|  |

|  |

|  |

|  |

|  |

|  |

|  |

|  |

|  |

|  |

|  |

|  |

|  |

|  |

|  |

|  |

|  |

|  |

|  |

|  |

|  |

|  |

|  |

|  |

|  |

|  |

|  |

|  |

|  |

|  |

|  |

|  |

|  |

|  |

|  |

|  |

|  |

|  |

|  |

|  |

|  |

|  |

|  |

|  |

|  |

|  |

|  |

|  |

|  |

|  |

|  |

|  |

|  |

|  |

|  |

|  |

|  |

|  |

|  |

|  |

|  |

|  |

|  |

|  |

|  |

|  |

|  |

|  |

|  |

|  |

|  |

|  |

|  |

|  |

|  |

|  |

|  |

|  |

|  |

|  |

|  |

|  |

|  |

|  |

|  |

|  |

|  |

|  |

|  |

|  |

|  |

|  |

|  |

|  |

|  |

|  |

|  |

|  |

|  |

|  |

|  |

|  |

|  |

|  |

|  |

|  |

|  |

|  |

|  |

|  |

|  |

|  |

|  |

|  |

|  |

|  |

|  |

|  |

|  |

|  |

|  |

|  |

|  |

|  |

|  |

|  |

|  |

|  |

|  |

|  |

|  |

|  |

|  |

|  |

|  |

|  |

|  |

|  |

|  |

|  |

|  |

|  |

|  |

|  |

|  |

|  |

|  |

|  |

|  |

|  |

|  |

|  |

|  |

|  |

|  |

|  |

|  |

|  |

|  |

|  |

|  |

|  |

|  |

|  |

|  |

|  |

|  |

|  |

|  |

|  |

|  |

|  |

|  |

|  |

|  |

|  |

|  |

|  |

|  |

|  |

|  |

|  |

|  |

|  |

|  |

|  |

|  |

|  |

|  |

|  |

|  |

|  |

|  |

|  |

|  |

|  |

|  |

|  |

|  |

|  |

|  |

|  |

|  |

|  |

|  |

|  |

|  |

|  |

|  |

|  |

|  |

|  |

|  |

|  |

|  |

|  |

|  |

|  |

|  |

|  |

|  |

|  |

|  |

|  |

|  |

|  |

|  |

|  |

|  |

|  |

|  |

|  |

|  |

|  |

|  |

|  |

|  |

|  |

|  |

|  |

|  |

|  |

|  |

|  |

|  |

|  |

|  |

|  |

|  |

|  |

|  |

|  |

|  |

|  |

|  |

|  |

|  |

|  |

|  |

|  |

|  |

|  |

|  |

|  |

|  |

|  |

|  |

|  |

|  |

|  |

|  |

|  |

|  |

|  |

|  |

|  |

|  |

|  |

|  |

|  |

|  |

|  |

|  |

|  |

|  |

|  |

|  |

|  |

|  |

|  |

|  |

|  |

|  |

|  |

|  |

|  |

|  |

|  |

|  |

|  |

|  |

|  |

|  |

|  |

|  |

|  |

|  |

|  |

|  |

|  |

|  |

|  |

|  |

|  |

|  |

|  |

|  |

|  |

|  |

|  |

|  |

|  |

|  |

|  |

|  |

|  |

|  |

|  |

|  |

|  |

|  |

|  |

|  |

|  |

|  |

|  |

|  |

|  |

|  |

|  |

|  |

|  |

|  |

|  |

|  |

|  |

|  |

|  |

|  |

|  |

|  |

|  |

|  |

|  |

|  |

|  |

|  |

|  |

|  |

|  |

|  |

|  |

|  |

|  |

|  |

|  |

|  |

|  |

|  |

|  |

|  |

|  |

|  |

|  |

|  |

|  |

|  |

|  |

|  |

|  |

|  |

|  |

|  |

|  |

|  |

|  |

|  |

|  |

|  |

|  |

|  |

|  |

|  |

|  |

|  |

|  |

|  |

|  |

|  |

|  |

|  |

|  |

|  |

|  |

|  |

|  |

|  |

|  |

|  |

|  |

|  |

|  |

|  |

|  |

|  |

|  |

|  |

|  |

|  |

|  |

|  |

|  |

|  |

|  |

|  |

|  |

|  |

|  |

|  |

|  |

|  |

|  |

|  |

|  |

|  |

|  |

|  |

|  |

|  |

|  |

|  |

|  |

|  |

|  |

|  |

|  |

|  |

|  |

|  |

|  |

|  |

|  |

|  |

|  |

|  |

|  |

|  |

|  |

|  |

|  |

|  |

|  |

|  |

|  |

|  |

|  |

|  |

|  |

|  |

|  |

|  |

|  |

|  |

|  |

|  |

|  |

|  |

|  |

|  |

|  |

|  |

|  |

|  |

|  |

|  |

|  |

|  |

|  |

|  |

|  |

|  |

|  |

|  |

|  |

|  |

|  |

|  | Benziner (240.993) |

|  | Benziner (240.993) |

|  | Diesel (16.706) |

|  | Diesel (16.706) |

|  | Benzin-Hybrid (17.415) |

|  | Benzin-Hybrid (17.415) |